# 마우리아 제국
마우리아 제국은 기원전 320년부터 기원전 185년까지 존속했던 고전기 인도의 제국으로, 인도 역사상 가장 광대한 영토를 거느렸던 제국 중 하나이다.
마우리아 제국의 창건자이자 초대 황제인 찬드라굽타 마우리아는 카우틸랴라고도 불리는 《아르타샤스트라》의 저자인 차나키야의 도움으로 군대를 키우고, 기원전 322년에 난다 제국을 전복시켰다. 그 후 알렉산드로스 대왕이 남긴 그리스계 사트라프들을 정복함으로써 인도 중부와 서부 전역으로 빠르게 힘을 확장하였으며, 기원전 317년 인도 북서부 지역을 완전히 장악했다. 그후 발발한 마우리아-셀레우코스 전쟁에서 셀레우코스 제국의 창시자인 셀레우코스 1세 니카토르를 물리쳤고 평화 회담의 결과로 인더스강 서쪽의 영토를 획득하였다. 셀레우코스 제국과의 전쟁이 끝난 후에는 중부 인도와 남인도 지역을 정벌하며 타밀라캄과 칼링가를 제외한 인도 아대륙 대부분을 통일하였다.
이후 마우리아 제국은 히말라야산맥의 자연 경계를 따라 동쪽으로는 벵골, 서쪽으로는 오늘날의 발루치스탄, 파키스탄 및 오늘날의 동부 아프가니스탄의 힌두쿠시산맥 지역까지 영토를 확장하였다. 2대 황제인 빈두사라 치세에는 남인도 지역으로 확장되었지만, 칼링가는 아소카에 의해 정복되기 전까지 독립적인 세력으로 남아 있었다.
3대 황제인 아소카 치세에는 칼링가를 정복하며 타밀라캄을 제외한 인도 아대륙 지역 대부분을 통일하면서 전성기를 맞이하였으며, 아소카 사후 암군들의 통치, 왕위 계승 분쟁, 사타바하나 등 제국 내 영토들의 독립, 그리스-박트리아 왕국과 같은 외세의 침략 등으로 점차 쇠퇴하다가 기원전 185년에 푸시야미트라 숭가의 쿠데타에 의해 왕조가 전복되면서 마우리아 제국은 멸망하였다.
찬드라굽타 마우리아와 그의 후임자들에 의해 단일하고 효율적인 재무, 행정 및 첩보 체계가 구축되면서 인도의 대내외 무역과 농업 및 경제 활동이 남아시아 전역으로 확산되며 번성하였다. 마우리아 제국은 아시아에서 가장 길고 오래된 무역로 중 하나인 그랜드 트렁크 로드를 건설하여 인도 아대륙 북부를 동쪽에서 서쪽으로 연결하였다. 칼링가 전쟁이 끝난 후, 제국은 아소카 지배하에 거의 반세기 동안 중앙집권화된 통치를 경험하였다. 찬드라굽타 마우리아의 자이나교 개종은 남아시아 전역의 사회 종교 개혁을 증가시켰고, 아소카의 불교 수용과 불교 선교 후원으로 스리랑카, 북서인도, 중앙아시아, 동남아시아, 이집트 및 헬레니즘 유럽에 불교 신앙이 전파될 수 있었다.
마우리아 제국의 인구는 1,500만에서 3,000만 사이로 추정된다. 차나키야의 《아르타샤스트라》, 아소카의 칙령, 메가스테네스의 《인디카》는 마우리아 시대의 주요 사료 기록으로 사용되고 있다. 또한 오늘날 인도 공화국의 상징에는 마우리아 요소가 들어가 있는데, 사르나트에 있는 아소카 사자상은 오늘날 인도의 국장으로 사용되고 있으며, 오늘날 인도의 국기 흰색 배경 중앙에는 국가의 진보성을 상징하는 의미로 아소카가 자주 사용한 24개의 바퀴살을 지닌 법륜 문양인 아소카차크라가 감색으로 칠해진 채 그려져 있다.

## 국호
"마우리아"라는 이름은 아소카의 칙령이나 메가스테네스의 《인디카》와 같은 그리스어 문헌에는 나타나지 않지만 다음과 같은 자료에서 입증되었다.
- 루드라다만(서기 150년경)의 주나가드 암석 비문은 찬드라굽타와 아소카라는 이름에 "마우리아"라는 접두사를 붙였다.[31]
- 푸라나(서기 4세기경)는 이 왕조의 명칭을 마우리아로 일컬었다.[31]
- 불교 문헌에는 찬드라굽타가 고타마 붓다가 속한 샤캬족의 "모리야" 일족에 속했다고 명시되어 있다.[31]
- 자이나교 문헌에 따르면 찬드라굽타는 공작의 왕실 조련사 마유라-포샤카(mayura-poshaka)의 아들이었다.[31]
- 타밀 상감 문헌은 난다를 언급한 이후 이들을 모리야르(moriyar)라는 이름으로 언급하였다.[32]
- 서기 12세기의 쿤탈라 비문(마이소르 북부 반다 닉케 마을에서 유래함)은 마우리아를 이 지역을 통치한 왕조 중 하나로서 연대순으로 언급한다.[33]

일부 학자에 따르면 카라벨라의 하티굼파 비문(BC 2-1 세기)은 "무리야 칼라"(마우리아 시대)와 같이 마우리아 제국의 시대를 언급하지만 이것은 논쟁의 여지가 있는데, DC 시카르와 같은 학자들은 이 문구를 "무키야-칼라"(주요 예술)로 읽는다.
불교 전승에 따르면, 마우리아 왕조의 조상들은 공작(팔리어: Mora 모라)이 풍부한 지역으로 정착했으며, 따라서 그들은 문자 그대로 "공작의 자리에 속하는"이란 뜻을 지닌 "모리야(Moriya)"로 알려지게 되었다. 다른 불교 기록에 따르면, 이 조상들은 모리야나가라(Moriyanagara)라는 도시를 건설했는데, 이 도시가 "공작의 목처럼 착색된 벽돌"로 지어졌기 때문에 이러한 이름을 붙였다.
불교와 자이나교 전승에서 언급되었듯이 왕조와 공작새와의 관계는 고고학적 증거에 의해 확증시되고 있다. 예를 들어, 난단가르의 아소카 기둥과 산치 대탑의 여러 조각품에서 공작 그림이 발견되고 있는데, 이 증거를 바탕으로 현대 학자들은 공작이 왕조의 상징이었을 것이라고 주장하고 있다.
둔디라자(무드라라크샤사)와 비슈누 푸라나의 주석가와 같은 일부 후기 저자들은 "마우리아(Maurya)"라는 단어가 무라(Mura)와 초대 마우리아 왕의 어머니에서 파생되었다고 주장하지만, 푸라나 자체는 무라에 대해 언급하지 않으며 난다 왕조와 마우리아 왕조 사이의 관계에 대해서도 언급하지 않았다. 해당 주장은 독자 연구로 추측되는데, 산스크리트어 문법에 따르면 여성 이름 무라(Mura, IAST : Murā)의 파생어는 "마우레야(Maureya)"이며 "마우리아"라는 용어는 남성 이름 "무라(Mura)"에서만 파생될 수 있기 때문이다.

## 역사

### 찬드라굽타(기원전 322년 ~ 기원전 298년)
마우리아 제국의 창건자인 찬드라굽타 마우리아의 조상은 각종 논란에 휩싸인 채 미스터리로 남아 있다. 비샤카다타가 저술한 《무드라라크샤사》에서는 찬드라굽타의 왕실 조상을 설명하고 심지어 난다 가문과 그를 연관짓고 있으며, 초기 불교 문헌인 《마하파리니바나 숙타》에서는 마우리아(Maurya)로 알려진 크샤트리야 일족을 언급하고 있으나, 이 문헌들 이외에 다른 역사적 증거들이 존재하지 않기 때문에 쉽불리 결론지을 수는 없다. 그리스 기록에서는 찬드라굽타를 산드로코토스(코이네 그리스어: Σανδροκόττος)라는 이름으로 부르며 그가 젊은 시절 알렉산드로스 대왕을 만났다고 전하고 있다.
일설에 따르면 찬드라굽타는 본래 인도 아대륙 대부분을 장악하며 군사 및 경제적으로 강력한 국력을 지녔던 마가다 왕국 난다 왕조의 분가인 "마우리아"라는 크샤트리야 가문 출신으로, 탁샤실라 대학의 구루였던 차나키야의 제자 중 한 명이었다. 당시 인도 아대륙은 마케도니아 국왕 알렉산드로스 3세의 공격으로 차례차례 점령당하고 있었는데, 서부 펀자브 지역의 탁샤실라 왕인 암비는 알렉산드로스와 평화협정을 맺었으며, 동부 펀자브 지역의 파우라바 왕국을 다스리던 왕인 포루스는 알렉산드로스 3세에게 저항을 시도했지만 기원전 326년에 히다스페스 전투에서 패배하는 등 펀자브 지역을 비롯한 북서부 인도가 알렉산드로스 3세에게 정복당하고 있었다.
차나키야는 알렉산드로스 3세의 침입에 대응하기 위해 당시 북인도의 패권 국가 마가다를 다스리던 난다 왕조의 왕 다나 난다를 찾아가 마케도니아를 쳐부수자고 제의하였지만 다나 난다는 차나키야를 조롱한 채 그의 제안을 거절하였으며, 이후 난다 왕조를 증오하게 된 차나키야는 복수를 맹세하고 난다 왕조를 파괴하기로 결심하였다. 차나키야는 목숨을 구하기 위해 저명한 교육의 중심지인 탁실라로 도망친 후 그곳에서 교사로 일해야 했는데, 탁실라로 가던 도중 한 시골에서 찬드라굽타를 포함한 일부 소년들이 병정 놀이를 하고 있는 모습을 발견한 차나키야는 젊은 찬드라굽타에게서 통치에 적합한 왕으로서의 자질이 보이자 그에게 깊은 인상을 받아 찬드라굽타와 함께 탁실라로 이주한 후 그에게 국가 운영과 통치에 대해 가르치며 찬드라굽타 마우리아가 마가다의 왕좌를 장악할 수 있도록 조력하였다.
난다 왕조를 정복하기 위해 군대가 필요했던 찬드라굽타는 알렉산드로스 제국에 저항했던 야우데야와 같은 지역 군사 공화국을 포섭하거나 또는 합병하며 마우리아를 인도 아대륙 북서부 지역의 주요 세력으로 성장시켰으며, 이후 마케도니아인들이 세운 사트라피들을 정복하였다. 찬드라굽타 마우리아는 차나키야의 도움을 받아 기원전 317년까지 그리스 장군 에우다모스와 페이톤에 의해 통치되고 있었던 인더스 계곡에 그리스 사트라프들을 몰아내기 위한 반란을 조율하는 방식으로 해당 지역을 자신의 통제하에 가져오기도 하였다.
찬드라굽타와 차나키야는 난다 왕조가 약해질 틈을 기다리는 동시에 첩보망을 이용해 마가다를 포함한 여러 지방에서 다나 난다 왕의 부패하고 억압적인 통치와 난다군이 긴 일련의 전투를 위해 필요한 자원을 징수하는 것에 불만을 가지고 있었던 많은 청년들을 모집하였는데, 이들 중에는 탁실라의 전 장군 및 파르바타카 왕의 대표인 차나키야의 뛰어난 제자들, 말라야케투 및 소국의 통치자도 있었으며, 마케도니아인들 또한 다른 그룹들과 함께 난다 왕조에 대한 찬드라굽타 마우리아의 무장 봉기에 참여했을 가능성이 있다. 비샤카다타의 《무드라라크샤사》뿐만 아니라 자이나교 문학 《파리쉬슈타파르반》에서는 히말라야 왕 파르바타카와 찬드라굽타의 동맹 이야기, 때로는 찬드라굽타와 포루스와의 동맹 이야기를 언급하지만, 역사가들은 이 이야기를 사실로 받아들이지는 않고 있다.
기원전 321년 찬드라굽타 마우리아는 파탈리푸트라를 침공할 준비를 하는 동시에 한 가지 전략을 고안하였다. 전쟁이 시작되고 마우리아군이 마가다군을 도시에서 멀리 떨어진 전장으로 유인해 그곳에서 교전을 펼치는 사이 마우리아 장군과 밀정들은 난다 왕조의 부패한 장군을 매수하고 차나키야는 마우리아에 대한 대중적인 지지를 이끌어내며 왕위 계승자의 죽음으로 혼란의 절정에 달한 왕국에 내전 분위기를 조성시켰으며, 결국 다나 난다는 찬드라굽타 마우리아에게 권력을 넘긴 후 망명을 떠나 다시는 돌아오지 못했다. 차나키야는 총리 라크샤사에게 접근해 그의 충성심이 난다 왕조가 아닌 마가다로 향하고 있다는 것을 이해시킨 후 그가 계속 총리직에 재직할 것을 요청하는 동시에 마우리아에게 저항하는 길을 선택한다면 전쟁이 시작되며 마가다에 심각한 영향을 미칠 것이라고 경고하였으며, 이에 라크샤사는 차나키야의 설득을 받아들였다. 결국 찬드라굽타 마우리아가 합법적으로 새로운 마가다의 왕으로 즉위하며 마우리아 제국이 창건되었으며, 라크샤사와 차나키야는 각각 찬드라굽타의 수석고문 및 원로가 되었다.

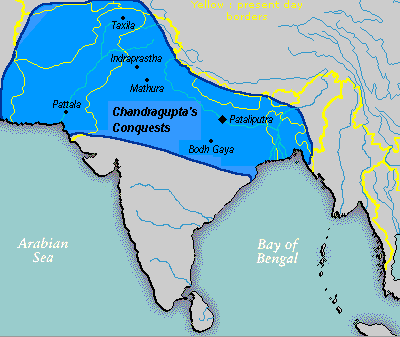
마우리아-셀레우코스 전쟁 이후 마우리아의 영토

한편 인도 원정군을 이끌고 펀자브에 진출한 알렉산드로스 대왕은 베아스강에서 원정군이 동쪽으로 더 진군하는 것을 거부하며 반란을 일으키자 결국 바빌론으로 철군한 후 대부분의 부대를 인더스강 서쪽에 재배치했으며, 기원전 323년 바빌론에서 알렉산드로스가 사망하자 그의 제국은 그의 장군들이 이끄는 독립 왕국으로 분열되었다. 이를 기회로 삼은 찬드라굽타 마우리아는 알렉산드로스에게 정복된 인도 지역인 니카노르, 에우다모스 등을 수복하기 시작하였다. 이러한 팽창 책을 펼치던 찬드라굽타의 마우리아 제국과 과거 알렉산드로스 제국의 위용을 되찾고 싶었던 셀레우코스 1세 니카토르의 셀레우코스 제국 사이의 이해관계가 서로 충돌하면서 기원전 305년에 마우리아-셀레우코스 전쟁이 발발하였지만, 당시 셀레우코스 군대가 인더스강을 뒤로 하여 전술적으로 불리한 지역에 위치하던 것을 파악한 마우리아 제국은 지리적 이점을 이용해 셀레우코스 제국을 상대로 우위를 점하며 그들을 아프가니스탄의 산악 지역으로 패퇴시켰다. 기원전 303년에 셀레우코스 제국과 평화조약을 맺음으로써 전쟁이 종결되었는데, 마우리아 제국은 당시 셀레우코스 제국이 지배하던 인더스 강 서쪽의 아프가니스탄과 파키스탄 지역을 획득하였으며, 셀레우코스 1세 니카토르는 기원전 301년 입수스 전투에서 서부 헬레니즘 왕들에 대한 그의 승리에 결정적인 역할을 할 500마리의 전투 코끼리를 찬드라굽타로부터 선물받았다. 또한 이 전쟁을 계기로 그리스 세계와의 외교 관계가 확립되며 역사가 메가스테네스, 데이마코스, 디오니시우스와 같은 몇몇 그리스인들이 마우리아 궁정에 머물렀으며, 프톨레마이오스 왕국, 셀레우코스 제국 등의 헬레니즘 문명들과 본격적으로 교류하기 시작하였다.
헬레니즘 세계와 마우리아 제국 간에 교류가 지속되면서 마우리아 제국에 수많은 그리스인 사절들이 파견되었는데, 이들 중에는 셀레우코스 제국의 외교관 출신으로 당시 고대 인도사를 기록한 역사가인 메가스테네스도 있었다. 그는 찬드라굽타 마우리아의 궁정에서 유명한 그리스 대사였는데, 아리아노스에 따르면, 메가스테네스(기원전 350년경-기원전 290년경)는 아라코시아에서 살다가 파탈리푸트라로 여행했다고 한다. 그는 마우리아 사회를 자유를 사랑하고 침략을 부정하는 사회라고 언급하였다. 메가스테네스가 저술한 역사서인 《인디카》에 따르면 찬드라굽타는 파탈리푸트라 행정부와 함께 강력한 중앙집권 국가를 수립했으며, 마우리아 제국의 수도인 파탈리푸트라는 "64개의 성문과 570개의 탑으로 이루어진 성으로 둘러싸인 곳이자 페르시아의 궁전보다 훨씬 더 아름다운 궁전을 지닌 도시"였다고 한다. 아에리아누스는 메가스테네스를 직접적으로 인용하거나 파탈리푸트라를 언급하지는 않았지만 인도의 궁전은 페르시아의 수사 또는 엑바타나의 것보다 훌륭하다고 언급하였는데, 이를 보아 파탈리푸트라의 도시 구조는 동시기의 페르시아의 도시 구조와 많은 유사점을 갖고 있던 것으로 보인다.
마우리아-셀레우코스 전쟁 이후 찬드라굽타 마우리아는 인도 아대륙 안쪽으로 관심을 돌려 북인도뿐만 아니라 중부 인도와 남인도 지역에도 확장을 시도하였다. 상감 문학의 유명한 타밀 시인 마물라나르(Mamulanar)는 어떻게 마우리아 군대가 카르나타카 군대를 이용해 타밀 국가를 구성하는 데칸고원 남부를 침공했는지에 대해 설명하고 있는데, 마물라나르는 바두가르(타밀나두의 북쪽에 있는 안드라-카르나타카 지역에 거주한 사람들)가 마우리아 군대의 선봉대를 형성했다고 설명하였다. 또한 마우리아 제국의 궁정에는 데이마코스라는 그리스 대사가 머무르고 있었는데, 플루타르코스에 의하면 찬드라굽타는 인도 전체를 정복했다고 하며 유스티누스는 찬드라굽타 마우리아가 인도를 소유했다고 주장하였는데, 이는 남인도 동맹국과 함께한 마우리아인의 침략과 오늘날 타밀나두주 티루넬벨리구에 있는 포디일 언덕에서 경쟁자들의 패배에 대해 언급하고 있는 타밀 상감 문학 문헌을 통해 입증되었다.
한편 오디샤 지역에서는 기원전 321년까지 난다 왕조의 지배하에 놓이던 칼링가가 독립한 상태였는데, 칼링가는 당시 벵골의 무역 해안선 만을 통제하고 있었으며, 마우리아의 수도 파탈리푸트라와 인도 아대륙 중앙의 마우리아 영토 사이의 연락을 방해할 수 있기 때문에 마우리아 제국에게 전략적으로 큰 위협이 되었다. 때문에 찬드라굽타 마우리아는 이 지역을 정복하기 위해 칼링가 원정을 시도하지만 칼링가에 의해 격퇴당하며 찬드라굽타 마우리아의 칼링가 원정은 실패로 끝났으며, 칼링가 정복은 손자인 아소카 대에 와서야 이루어지게 되었다.
결과적으로 찬드라굽타 마우리아 치세에 마우리아 제국은 오디샤 지역의 칼링가와 타밀라캄 지역의 촐라, 판디아, 체라를 제외한 인도 아대륙 대부분을 통일하였지만, 찬드라굽타 마우리아 재위 말기인 기원전 298년에 마우리아 제국의 영토에 발생한 극심한 가뭄으로 인해 수많은 사람들이 기아로 사망하는 일이 발생하자 이에 충격을 받은 찬드라굽타 마우리아는 당시 그가 스승으로 모시던 자이나교 구루의 충고를 들은 후 정치에 손을 떼고 아들인 빈두사라에게 마우리아 황제 자리를 물려주었으며, 자이나교에 귀의하여 출가한 후 고행을 하다가 일생을 마쳤다.

### 빈두사라(기원전 298년 ~ 기원전 273년)
2대 마우리아 황제 빈두사라는 찬드라굽타 마우리아의 아들로, 그가 찬드라굽타의 아들이라는 사실은 푸라나와 《마하밤사》, 《파리쉬슈타-파르반》과 같은 자이나교 문헌들과 《비슈누 푸라나》와 같은 힌두교 문헌들을 통해 입증되었다. 12세기 자이나교도 작가 헤마찬드라가 저술한 《파리쉬슈타-파르반》에 따르면, 빈두사라의 어머니의 이름은 두르다라였다. 일부 그리스어 문헌에서도 "아미트로케테스(Amitrochates)"라는 이름으로 빈두사라를 언급하고 있다.

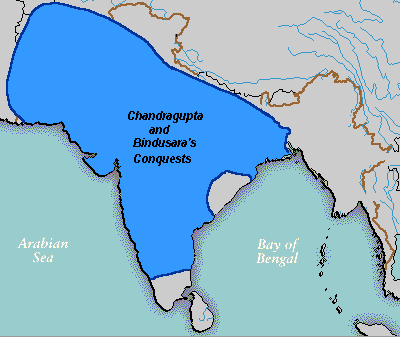
빈두사라 시절 마우리아의 영토

빈두사라는 기원전 297년경 22세의 나이로 제위에 오른 것으로 추정된다. 즉위 당시 그는 오늘날 아프가니스탄 지역과 발루치스탄 일부와 함께 인도 북부, 중부 및 동부 지역으로 구성된 큰 제국을 물려받았다. 빈두사라는 데칸고원 남부의 카르나타카 지역까지 영토를 확장하는 동시에 해당 지역에 존재하던 16개의 왕국을 전부 정복하였으며, 칼링가와 남인도 지역을 제외한 인도 아대륙 대부분을 차지하게 되었다. 또한 벵골만과 아라비아해 사이의 반도 지역인 '두 바다 사이의 땅'을 정복했다고도 한다. 빈두사라는 일람체케니, 판디아, 체라, 촐라와 같은 타밀 왕국은 정복하지 않았으며, 이 남부 국가들과는 별도로 칼링가는 빈두사라 제국의 일부로 편입되지 않은 인도의 유일한 왕국으로 남아있었다. 후에 그의 아들 아소카는 아버지의 통치 기간 동안 우자인의 부황으로 복무했으며, 이 도시의 중요성을 강조했다.
빈두사라의 생애는 그의 아버지 찬드라굽타 또는 그의 아들 아소카의 삶만큼 상세하게 기록되지 않았다. 차나키야는 빈두사라의 재위 기간 동안 계속해서 총리로 일하였으며, 인도를 방문한 중세 티베트 학자 타라나타에 따르면, 차나키야는 빈두사라가 "16개 왕국의 귀족과 왕을 파괴하여 동서양 사이의 영토의 절대적인 주인이 되도록 도왔다고 한다. 빈두사라 치세에는 반란도 자주 발생하였는데, 탁실라를 주도로 하는 웃타라파타(북부 속주)에서의 반란이 대표적으로 탁실라 시민들은 빈두사라의 치세 동안 2번에 걸쳐 반란을 일으켰다. 첫 번째 반란의 이유는 그의 장남인 수시마의 잘못된 횡포 때문이었던 것으로 추정되며, 두 번째 반란의 이유는 알려지지 않았지만 빈두사라는 자신의 생애 동안 그 반란을 진압할 수 없었으며, 아소카 치세에 와서야 반란이 진압되었다. 이와 관련하여 한 때 이 지역에서의 반란을 진압하기 위해 파견된 아소카 황자가 웃타라파타 사람들이 이 속주를 담당하는 관리의 횡포로 인해 반란을 일으킨 것을 안 후 그 관리에게 처벌을 내림으로서 평화적으로 반란을 진압하였고 이로 인해 탁실라 사람들의 지지를 얻게 되고 자신의 군대 또한 확장하였으며, 탁실라 인근에서 발생한 반란 또한 진압하며 시민들의 강력한 지지를 얻게 되었지만, 이 사건으로 아소카가 당시 제국의 황제인 빈두사라보다 시민들의 지지를 더 많이 받게 되면서 빈두사라는 아소카를 경계하게 되었다는 이야기가 존재한다.
빈두사라는 그리스 세계와 우호적인 외교 관계를 유지하였는데, 데이마코스는 당시 셀레우코스 제국의 군주였던 안티오코스 1세 소테르의 대사로서 빈두사라의 궁정에 머물렀다. 디오도로스 시켈로스는 팔리보트라(파탈리푸트라)의 왕이 그리스 작가 람불루스를 환영했다는 기록을 남겼는데, 이 왕의 정체는 빈두사라로 추정되고 있다. 또한 플리니우스에 따르면 이집트의 파라오 프톨레마이오스 2세 필라델포스가 디오니시우스라는 이름의 특사를 마우리아 제국에 파견하였다고 언급하였는데, 샤일렌드라 나트 센에 따르면, 이 사건은 빈두사라의 치세 동안 발생한 것으로 보인다. 또한 빈두사라가 당시 셀레우코스 제국의 바실레우스인 안티오코스 1세 소테르에게 무화과와 그리스 포도주, 그리스 수사학 교사를 사고 싶다는 내용의 서신을 보냈으며, 이에 셀레우코스 제국에서는 "그리스 법에 교사 판매는 금지되어 있다"는 내용이 적힌 서신과 함께 무화과와 포도주를 보내주었다는 일화도 존재한다.
빈두사라의 아버지인 찬드라굽타 마우리아가 자이나교를 믿었던 것과 달리, 빈두사라는 아지비카교를 믿었다. 빈두사라의 구루 핑갈라바스타는 아지비카교의 브라만이었으며, 빈두사라의 부인인 수바드랑기는 참파(오늘날 바갈푸르) 지역의 아지비카교 브라만 출신이었다. 빈두사라는 자이나교의 브라만 수도원에 여러 가지 지원금을 제공한 것으로 알려져 있다.
역사적 증거는 빈두사라가 기원전 270년대에 죽은 것을 암시한다. 우핀더 싱에 따르면, 빈두사라는 기원전 273년경에 사망했다고 하며, 알라인 다니엘로는 그가 기원전 274년경에 사망했다고 주장한다. 샤일렌드라 나트 센은 빈두사라가 기원전 273–272년경에 죽었고, 그의 죽음이 4년간의 연속적인 내전으로 이어졌으며 그 후 그의 아들 아쇼카가 기원전 269-268년에 황제가 되었다고 주장한다. 마하밤사에 따르면 빈두사라는 28년간 즉위하였으며, 찬드라굽타의 후임자를 "바드라사라"로 지명한 《바유 푸라나》는 빈두사라가 25년간 즉위했다고 기록하였다.

### 아소카(기원전 273년 ~ 기원전 232년)

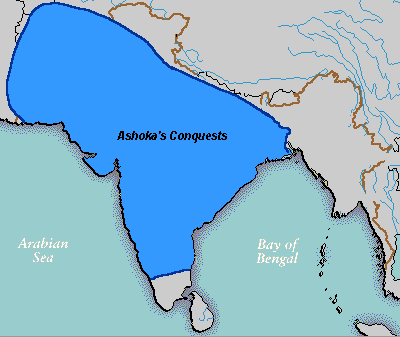
아소카 시대의 영토

#### 초기 치세와 칼링가 전쟁
아소카는 즉위 직후 행정제도 개편을 단행했으며, 웬만한 일은 신하에게 맡기지 않고 직접 국정을 처리했다. 그는 자신이 식사를 하거나 침실에 있더라도 언제든지 국정 보고를 받고 일을 처리하며 국내 상황을 안정시켜나갔다. 이후 자신의 황권이 안정화되었다고 느낀 아소카는 새로 독립된 제국을 정복하는 일에 착수하였는데, 바로 할아버지인 찬드라굽타 마우리아가 정복하는데 실패한 칼링가였다. 찬드라굽타 마우리아 시절과 마찬가지로 칼링가는 마우리아 제국에게 전략적으로 큰 위협 대상이었으며, 동시에 중요한 항구를 지닌 전략적 요충지에도 해당하였다. 이런 사정이 겹친 끝에 결국 아소카는 할아버지 찬드라굽타 마우리아가 실패한 칼링가 정복의 숙원을 이루기 위해 기원전 268년에 칼링가 정벌을 개시하였다.
초기에는 칼링가의 군대를 과소평가한 나머지 소수의 군대만을 파견하여 칼링가군에게 패배를 겪었으나 이후 기원전 265년에 아소카가 직접 당시 보병 60만, 기병 10만, 전투 코끼리 부대 9천마리로 구성된 대군을 이끌고 직접 원정에 나섰고 칼링가의 입구인 마하나디강에 도착하였다. 이 강을 건너가던 도중 아소카는 칼을 강물에 빠뜨렸는데, 이를 본 군사들을 불길한 예감에 철군을 요청하였으며 이에 아소카는 부하들의 불길한 예감을 떨쳐버리고 군대의 사기를 독려시키기 위하여 더 공격적인 자세로 진군에 나섰다. 마침내 마하나디강의 지류인 다와강에서 마우리아군과 칼링가군이 마주치면서 전면전이 발생하였으며, 이 전투에서 칼링가가 패배하며 칼링가는 마우리아 제국에 정복되었다. 이 전투로 칼링가군 10만명이 사망하고 칼링가인 15만명이 포로로 이송되었으며, 전투가 끝난 직후 칼링가의 한 마을에서 무수한 시체들과 고아가 된 아이들의 미쳐버린 모습을 보며 충격을 받은 아소카는 전쟁에 회의심을 가지게 되면서 마우리아 제국의 영토 확장을 중지하게 되었다.
신의 사랑을 받는 프리야다르시 왕은 대관식 후 8년만에 칼링가를 정복하였다. 15만 명이 추방되었고, 10만명이 죽었으며, 더 많은 사람들이 (다른 원인으로 인해) 죽었다. 칼링가가 정복된 후, 신의 사랑을 받는 왕은 다르마에 대한 강한 성향, 다르마에 대한 사랑, 다르마에 대한 교육에 대한 사랑을 느끼게 되었다. 이제 신의 사랑을 받는 왕은 칼링가를 정복한 것에 대해 깊은 후회를 느낀다.— 아소카, 바위 칙령 No. 13

#### 칼링가 전쟁 이후
칼링가 전쟁이 끝난지 4년후인 기원전 261년에 불교에 귀의한 아소카는 "다르마에 의한 정복"을 표방하며 불교 기반의 통치를 시행하였는데, 마우리아 제국의 영토 전역에 약초 재배지, 정신병원, 동물병원, 고아원, 양로원 등을 건설하였고 병원에서 사람들을 무료로 치료하도록 하거나 곡식을 매우 싼 이자에 빌려주는 등 복지 제도를 크게 확충시켰으며, 물이 없는 마을에 노동력을 동원해 우물을 파거나 마우리아 제국의 영토 곳곳에 도로와 관개시설을 설치하는 공공사업을 시행하는 등 중앙 집권 체제를 발전시켰다. 특히 마우리아의 각 속주에 설치된 하위 행정 단위인 "아하라"(군현) 지역에 지방관직의 "프라데시카"와 토지 측정관직의 "라주카"를 5년 임기제로 지방에 파견시키는 제도를 실시하여 지방 행정을 더욱 체계화시켰으며, 이를 통해 백성들의 실제 생활에 대한 정보를 수집하고 지방 통치에 부조리가 없는 지를 감찰함으로써 안정적인 통치를 꾀했다. 아소카는 황궁에서 가축의 도살을 금지시킨 후 동물의 도살과 사냥에 대해 규제하는 법을 반포하였으며, 이 외에도 강제노동을 금지하거나 불교 이외의 아지비카교, 브라만교, 자이나교, 바가바트교와 같이 제국에 존재하는 다른 종교들도 허용하며 신앙의 자유를 인정하는 등 다르마에 기초를 둔 불교 이념을 통치 정책에 반영하면서 불교를 세계적인 종교로 발전하는 기반을 조성하는 데 크게 기여하였다. 사리를 보관하는 불탑 또한 아소카 치세부터 본격적으로 건립되기 시작하였는데, 석가모니 열반 직후 구성된 8개의 불탑에 안치된 사리를 꺼내 이를 고운 가루로 만들어 인도 전역에 8만 4000기의 불탑을 조성했으며, 이때 산치 스투파, 다르마라지카 스투파, 붓카라 스투파 등이 건설되었다.

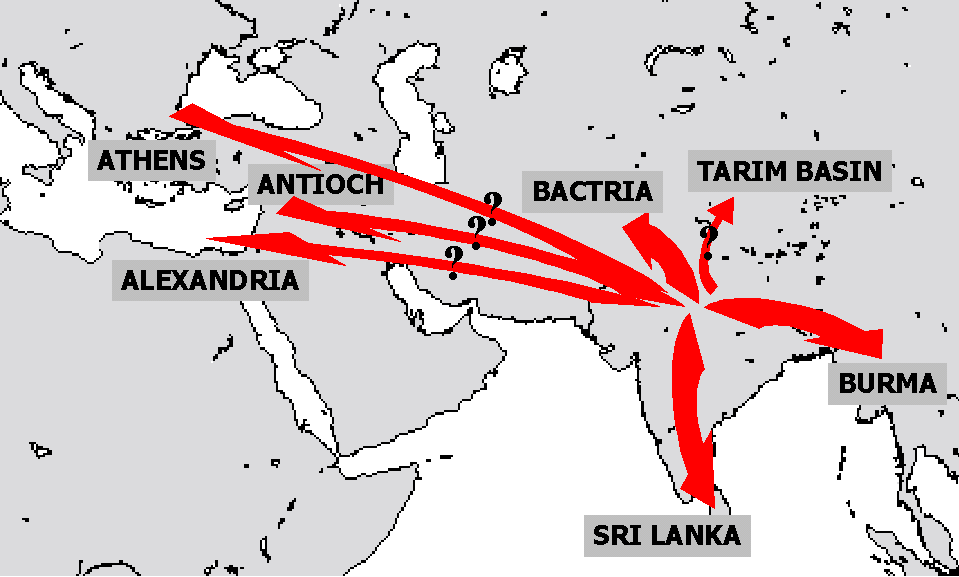
아소카때의 불교 전파

아소카는 자신의 가르침과 사업을 널리 알리기 위해 구두 포고뿐만 아니라 인도 전역의 동굴이나 석주에 규정들을 세긴 아소카 칙령을 선포한 후 이를 전국에 세웠다. 이 칙령들은 대부분 마가다 프라크리트어로 쓰였지만 코이네 그리스어, 아람어로도 쓰인 것들도 있는데, 이 칙령은 야바나인, 캄보자인. 간다라인들을 제국의 국경 지대에 사는 사람들로 언급하고 있으며, 아소카가 지중해에 이르기까지 서부의 디아도코이 통치자들에게 불교 선교사들과 외교 사절을 보냈다는 것에 대한 언급도 담겨있다. 또한 칙령은 안티오코스, 프톨레마이오스, 안티고노스, 마가스 및 에피로스의 알렉산드로스 2세 등 당시 디아도코이 지도자들에 대해서도 언급하고 있으며, 당시 마우리아 제국과 헬레니즘 세계 사이의 거리(약 4,000 마일)에 대해서도 언급되어 있다. 이 아소카 석주들 중에서도 가장 유명한 석주인 사르나트의 4사자 석주는 오늘날 인도의 국장으로 사용될 정도로 균형미와 기법의 정교함을 인정받고 있으며, 이 석주에 새겨진 법륜 문양인 아소카차크라는 오늘날 인도 국기의 정중앙에도 볼 수 있다.
아소카 치세는 마우리아 제국의 전성기였지만 동시에 쇠퇴의 짐조가 감돌던 시기이기도 했는데, 아소카가 브라만교의 야즈나와 같은 동물공희 의식을 금지하자 이를 주관하던 브라만 계급의 반발심을 샀고, 수많은 사원과 불탑, 석주를 건설하거나 대규모의 재화를 불교 교단에 보시하고 거기에 면세 특권까지 부여하며 점차 제국의 재정 상태를 악화시켰다. 또한 HC 라이초두리와 같은 일부 역사가들은 아소카의 평화주의가 마우리아 제국의 군사력을 약화시킨 것도 원인 중 하나라고 주장하였지만, 로밀라 타파(Romila Thapar)와 같은 다른 사람들은 그의 평화주의의 범위와 영향이 "지나치게 과장되었다"며 이를 반박하였다.

### 다사라타(기원전 232년 ~ 기원전 224년)
기원전 232년 아소카가 사망하고 나서 다사라타 마우리아가 차기 마우리아 황제로 즉위하였는데, 다사라타는 아소카의 종교 및 사회 정책을 계승하였지만, 그럼에도 불구하고 다사라타의 치세 동안 마우리아 제국은 쇠퇴하기 시작하고 제국의 여러 영토는 점차 중앙 통치에서 떨어져나갔다.
역사가 빈센트 스미스와 로밀라 타파르는 아소카의 죽음 이후 쿠날라와 다사라타 사이 시기에 발생한 마우리아 제국의 분열에 대한 대중적인 이론을 발전시켰다. 일부 문헌에서 제국의 분열은 삼프라티와 다사라타 사이에 있었던 것으로 기록되어 있으며, 후자는 파탈리푸트라를 수도로 하는 동부 제국을 보유하고 있으며, 전자는 우자인을 수도로 하는 서부 제국을 보유하고 있다고 기록되어 있다. 그러나, 스미스는 또한 이 가설을 뒷받침할 명확한 증거가 없다고도 서술하였다.
바유와 브라흐만다 푸라나에서는 세 명의 마우리아 통치자로 반두팔리타, 인드라팔리타 및 다소나가 언급되고 있으며, 이들이 다사라타가 행정의 편의를 위해 지역 총재로 임명한 마우리아 제국의 지부의 일원이었을지도 모른다는 가설이 제기되었다.
아소카 사후 마우리아 제국의 정치적 통일성은 오래 지속되지 못했다. 다사라타의 삼촌 중 하나인 잘랄루카는 카슈미르에 독립 왕국을 세웠다. 타라나타에 따르면, 다른 마우리아 황자 비라세나는 자신을 간다라의 왕으로 선언하였다고 한다. 비다르바도 분리되었다. 그리스 출처의 증거는 북서부 지방의 상실을 확인시켜 주고 있으며, 이 지역은 당시 소파가세노스(수바가세나, 아마도 비라세나의 후계자)가 통치했을 것으로 추정된다. 또한 다사라타와 또 다른 마우리아 통치자가 관련된 제국의 동서 분열 가능성에 대한 많은 현대적 가설이 존재한다. 금석학적 증거는 다사라타가 마가다에서 제국의 권력을 유지했음을 나타내고 있다. 그는 약한 군주이며 유능한 군사 지도자가 아니었다.
아소카 시대까지 마우리아 제국의 봉신국들이었던 사타바하나를 포함한 남인도의 다양한 왕조들 역시 제국의 손아귀에서 벗어나기 시작했다. 본래 이 왕국들은 아소카의 칙령(기원전 256년)에 언급되어 있으며, 마우리아 황제의 통치에 종속된 제국의 변경 일부로 간주되었는데, 아소카 사후 다사라타 시기부터 남부의 제국 권력이 쇠퇴하면서 남부 지역을 포함한 먼 정부는 제국의 통치에서 벗어나 독립하기 시작하였다. 인도 중동부에 있는 칼링가의 마하메가바하나 역시 아소카가 사망한 후 제국의 통치에서 벗어났다.

### 삼프라티 (기원전 224년 ~ 기원전 215년)
다사라타 마우리아의 뒤를 이어 삼프라티가 차기 마우리아 황제로 즉위하였는데, 자이나교 문헌에 따르면 삼프라티는 아소카가 사망한 직후 다사라타 치세에 제국에서 분리된 수라슈트라, 마하라슈트라, 안드라, 마이소르 등에 자이나교 수도사로 위장한 군인을 배치하며 이 지역들을 다시 수복하였으며, 이로 인해 제국은 잠시 동안 중흥기를 맞이하였다.
삼프라티는 동인도에서 자이나교를 전파하기 위해 후원을 포함한 각종 노력을 한 것으로도 유명하다. 한 자료에서, 삼프라티는 태어났을 때부터 명목상 자이나교도로 설명되어 있지만(스타비라발리 9.53), 대부분의 문헌들은 삼프라티가 마하비라가 창시한 자이나교 교단의 8번째 지도자인 수하스틴에 의해 자이나교로 개종하는 동시에 수하스틴의 제자가 되었다고 강조하고 있다. 자이나교로 개종한 삼프라티는 자이나교 승려들이 야만인 땅으로 여행할 수 있도록 하는 동시에 수천 개의 자이나교 사원을 짓거나 개조하고 거기에 수백만개의 신상을 세움으로써 인도의 여러 지역과 그 밖의 여러 지역에 적극적으로 자이나교를 전파한 것으로 인정받고 있으며, 특히 라자스탄과 구자라트에 있는 자이나교 비문은 모두 삼프라티 황제에 의해 건설된 것이다.
독실한 자이나교 신자로서 마우리아 제국의 쇠퇴 또한 일종의 업보라고 생각하며 종교적인 관습을 빈틈없이 관철하던 삼프라티는 결국 기원전 215년에 자손을 남기지 않은 채로 사망하였다.

### 멸망 (기원전 185년)

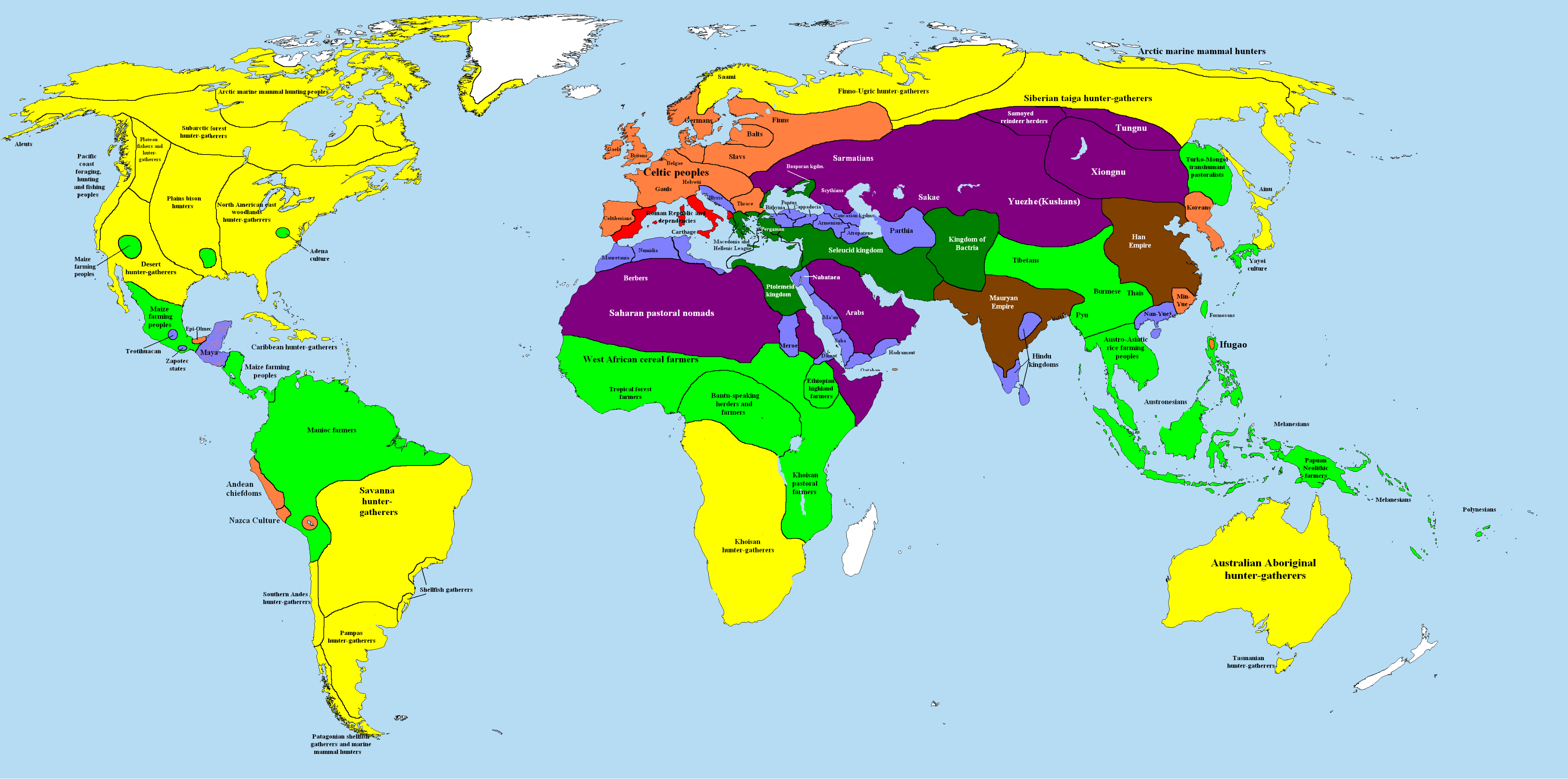
기원전 200년의 세계 지도는 그리스-박트리아 왕국, 마우리아 제국, 월지 (쿠샨)를 보여준다.

삼프라티 사후 암군들의 통치, 왕위 계승 분쟁, 제국 내 영토들의 독립 및 분할, 민족 의식 부재, 그리스-박트리아 왕국의 침공 등의 여러 가지 원인이 겹치며 마우리아 제국은 돌이킬 수 없는 쇠퇴기로 들어섰다. 기원전 187년에 마지막 마우리아 황제로 즉위한 브리하드라타 마우리아는 당시 그리스-박트리아 국왕 데메트리오스 1세의 딸인 베레니사와 결혼하였지만, 그럼에도 불구하고 데메트리오스는 마우리아 제국이 점거하고 있던 카불 계곡과 펀자브 일부 지역을 빼앗아 자신의 영토로 삼았으며, 기원전 185년에 마우리아 제국의 세나파티였던 푸시야미트라 숭가는 브리하드라타에게 군대의 힘을 보여주려는 구실로 전 마우리아 군대를 통솔하면서 이들이 보는 앞에서 브리하드라타를 살해하였으며, 푸시야미트라 자신이 황제로 등극하면서 마우리아 제국은 멸망하고 숭가 제국이 새롭게 들어서게 되었다.

### 숭가 제국
아쇼카바다나와 같은 불교 기록에 따르면 브리하드라타 마우리아의 암살과 숭가 제국의 발흥이 불교도들에 대한 종교적 박해의 물결로 이어졌고 힌두교가 부활했다고 한다.  존 마샬 경에 따르면, 비록 후대의 숭가 황제들이 불교를 더 지지했던 것으로 보이지만, 푸시야미트라가 박해의 주요 필자였을지도 모른다고 한다. 에티엔 라모트와 로밀라 타파르 등 다른 역사학자들은 불교도들에 대한 박해 주장을 지지하는 고고학적 증거가 부족하고, 잔혹 행위의 정도와 규모가 과장되었다고 주장한다.

### 인도-그리스 왕국의 발흥
마우리아 제국이 멸망하면서 카이버 고개는 무방비 상태가 되었고, 외세의 침략이 이어졌다. 그리스-박트리아 왕 데메트리오스는 이 틈을 타 기원전 180년경 아프가니스탄 남부와 인도 북서부 일부를 정복하여 인도-그리스 왕국을 건국했다. 인도 그리스 왕국은 약 1세기 동안 인더스 횡단 지역을 점령하고 인도 중부 지역으로 진출했다. 인도 그리스 왕국에서는 불교가 번성했고, 왕 중 한 명인 메난드로스는 불교의 유명 인사가 되어 현대의 시알코트 도시인 사갈라에 새로운 수도를 세웠다. 그러나 이들의 영토 범위와 통치 기간에 대해서는 많은 논란이 있다. 화폐학적 증거에 따르면 그들은 예수 탄생 때까지 아대륙에서 지배권을 유지했다. 숭가, 사타바하나, 칼링가와 같은 토착 세력에 대항하여 어느 정도 성공을 거두었는지는 불분명하지만, 분명한 사실은 오늘날 인도-스키타이로 불리는 스키타이 부족이 기원전 70년경부터 인도-그리스 왕국의 멸망을 가져왔고 인더스 횡단 지역, 마투라 지역, 구자라트 지역의 땅을 보유했다는 것이다.

## 행정
역사학자들은 제국의 조직이 차나키야가 아르타샤스트라에서 묘사한 광범위한 관료주의와 일치한다고 이론을 세웠다. 또한 제국의 방대한 첩보 시스템은 내외부의 보안 목적을 위해 정보를 수집했다. 제국의 정교한 관료제는 도시 위생에서 국제 무역에 이르기까지 모든 것을 관장하였는데, 비록 많은 부분이 마우리아 제국의 지배하에 있었지만, 많은 부분이 접근이 불가능하고 제국의 수도에서 멀리 떨어져 있었기 때문에 정보와 제국의 메시지의 전파는 제한적이었다. 이러한 행정 체제는 마우리아 제국이 멸망한 후에도 굽타 제국 등 여러 북인도 왕조들에 의해 계승되는 등 후대 북인도 왕조의 행정 제도에 큰 영향을 미쳤다.

### 중앙
마우리아 제국의 중앙 행정부는 최고 통치자인 황제와 만트리파리샤드(각료 회의)로 구성되었다. 황제는 제국의 최고 통치자로서 행정, 사법, 입법을 전부 총괄하였고, 만트리파리샤드는 제국의 최고 회의 기구로서 황제의 통치를 보조하는 역할을 하였는데, 이 기구의 구성원들은 다음과 같다.
- 만트리파리샤드 아디야크샤 - 오늘날의 각료의장에 해당하는 관직으로, 만트리파리샤드 회의를 총괄하였다.
- 마하만트리 - 오늘날 국무총리에 해당하는 관직이다.
- 세나파티 - 오늘날 국방장관에 해당하는 관직으로, 제국의 국방을 총괄하였다.
- 푸로히탐 - 최고 종교 지도자로, 제국 내부의 종교적인 사안들을 다루었다.
- 유바라자 - 제국의 차기 후계로 황태자에 해당한다.
- 산니다타 - 왕실의 재산을 담당하는 관직
- 무드라디야크샤 - 정부 문서 담당직
- 시타디야크샤 - 농업부 장관
- 아카할라파디야크샤 - 회계부 장관
- 코슈타가라 - 재무부 장관
- 나바디야크샤 - 해양부 장관
- 삼스타 - 무역부 장관
- 그 외 20여 개의 기타 부서들을 담당하는 아디야크샤(장관)들

20여명이 넘는 각료들이 만트리파리샤드를 구성하였으며, 이들중 "만트리파리드 아디아크샤", "세나파티", "마하만트리", "유바라자"들은 높은 권한을 지녔기 때문에 이들이 만트리파리샤드의 주축을 담당하였다.

### 지방

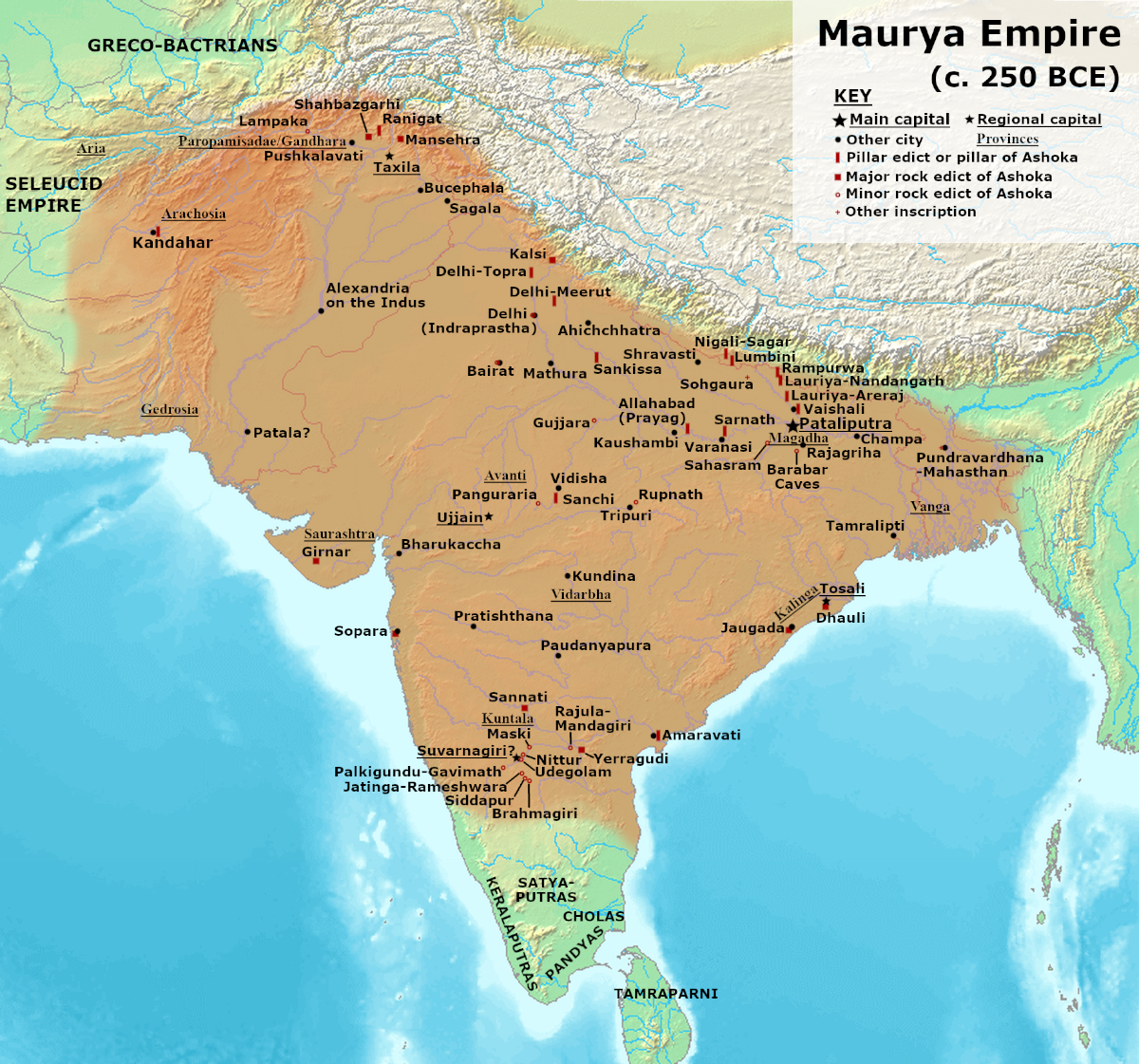
마우리아 제국의 속주 주도가 나타나 있는 지도. 작은 별로 표시되어 있고 밑줄이 그어져 있는 도시가 각 속주의 주도이다. 큰 별에 밑줄이 그어져 있는 도시는 수도인 파탈리푸트라이다.

마우리아 제국은 자국의 행정 구역을 수도인 파탈리푸트라가 위치한 중앙 정부와 그 외 4가지 속주로 나누었는데, 이 속주들은 다음과 같다.
- 칼링가 - 토살리를 주도로 하는 속주로 제국의 동부에 위치하였다.
- 아반티라슈트라 - 우자인을 주도로 하는 속주로 제국의 서부에 위치하였다.
- 닥쉬나파타 - 수바르나기리를 주도로 하는 속주로 제국의 남부에 위치하였다.
- 웃타라파타 - 탁실라를 주도로 하는 속주로 제국의 북부에 위치하였다.

각 속주들은 황자 출신의 부왕이나 중앙 정부에서 임명한 총독을 파견하여 통치하였는데, 전자의 경우로 파견된 부왕은 "쿠마라"로 불렸으며 후자의 경우로 파견된 총독은 "아리야푸트라"로 불렸다. 특히 마우리아 제국에서는 성인이 된 황자를 각 속주로 파견하여 정치 경험을 쌓게 하는 전통이 있었는데, 마우리아 제국은 처음으로 인도 아대륙을 통일했지만, 각 지역 세력을 강력하게 통제할 힘이 부족했기 때문에 각 속주로 황자를 파견하여 황제를 보조하는 부황(副皇)으로서 마우리아 제국의 통치권 강화에 힘쓰도록 했다. 속주로 파견된 쿠마라는 마하마트야 및 장관 회의의 도움을 받으며 속주를 통치하였는데, 이는 황제와 만트리파리샤드(각료 회의)로 구성된 제국의 중앙 행정 체계가 지방에도 반영된 것이다.
각 속주는 "아하라"(현)들로 나뉘었으며 지방관직의 "프라데시카"와 토지 측정관직의 "라주카", 비서 및 지방 회계를 담당하는 관직인 "유크타" 3명이 "아하라" 지역을 담당하였는데, 이들 중 지방관인 "프라데시카"는 5년마다 중앙 정부가 있는 수도 파탈리푸트라에 방문해 근황을 보고해야만 하였으며, 이 제도는 아소카 시대부터 확립되었다.
"아하라"는 다시 "그라마"(촌)들로 나뉘었으며 마을의 회의 기구인 판차야트에서 선출된 그라미카(촌장)가 마을을 다스렸다.

### 도시
아르타샤스트라의 저자인 차나키야 및 인디카의 저자인 메가스테네스는 파탈리푸트라를 예로 들며 마우리아 제국이 도시를 통치하기 위해 형성한 복잡한 도시 체계를 설명하고 있다. 마우리아 제국의 수도인 파탈리푸트라에는 시정을 처리하기 위해 시민에 의해 선출되는 30명의 평의원으로 구성된 자치 행정 의회가 있었는데, 이 30여개의 평의원들은 각각 5명의 임원으로 구성된 6개의 위원회로 나뉘었으며, 이 6개의 위원회들은 파탈리푸트라의 공업, 공예, 여행자나 순례자의 취급, 과세를 위한 사망 및 출생 신고의 접수, 물산 등을 관리하고 이들을 총괄하는 자치 행정 의회는 위생, 재정, 공원 및 공공 건축물 등을 관리하였다. 탁실라와 같은 일부 도시는 자체 동전을 발행할 자치권을 지니고 있었다. 시의원들은 약간의 치안판사 권한을 가지고 있었으며, 이들 중에는 도로, 공공건물, 시장, 병원, 교육기관 등 공공복지를 관장하는 공무원이 존재하였다.

## 사법
마우리아 제국의 사법 행정은 아르타샤스트라에 잘 묘사되어 있는데, 크게 민사재판을 담당하는 법원인 다르마스티야(Dharmasthiya)와 형사재판을 담당하는 법원인 칸타카소다나(Kantakasodhana)라는 두 종류의 법원들을 통해 사법 행위가 이루어졌으며, 후기의 법률서는 주로 칸타카소다나를 참조하고 있다. 또한 지방관이나 총독이 거주하는 도시나 마을에는 특별 법원이 있었는데, 그람 사바를 가장 낮은 사법 단위로 두고 그 위에 상그라한(sangrahan), 드로나무카(dronamukha) 및 자나파다(janapada) 수준의 법원들을 두었다. 최고 사법관으로는 황제가 있었으나 더 이상 초기의 작은 왕국에서처럼 사법의 전체 행정에 대해 개인적으로 책임을 질 수 없었다.
마우리아 사법 체제는 다르마, 비야바하라(vyavahara), 차리트라(charitra) 및 라자사사나(rajasasana)에서 나왔다. 아르타샤스트라에 따르면 마우리아 제국에서는 범죄자를 처벌할 경우 그 사람이 속한 카스트에 근거해 그에 합당한 처벌을 부과하였다고 하며 일반 범죄자에게 벌금이 부과되거나 사형이 집행되었다. 메가스테네스 역시 마우리아 제국에서는 사소한 범죄를 저지른 범죄자가 사형당할 정도로 법률이 엄격했으며 이 때문에 범죄 또한 거의 일어나지 않아 시민들이 외출할 때 대문을 잠그지 않는 경우가 많았다고 진술하였다.

### 다르마스티야
마우리아 제국의 모든 중요한 도시와 기타 편리한 지역에 설치된 다르마스티야 법원은 민사재판을 담당하던 법원으로, 신성한 법칙 및 세 가지 아마타야에 정통한 3명의 다르마스타(dharmastha)가 주재하였다. 민법의 주요 책임자는 이혼, 상속, 주택, 주택 부지 및 경계 및 물권에 관한 분쟁, 무단 침입, 부채, 예금, 농노, 노동 및 계약, 판매, 폭력, 학대, 결혼 및 지참금, 폭행 등의 사안들을 다루었는데, 처벌은 왕권에 의해 등급이 매겨지고 집행되었으며, 여기에는 고문 유무에 관계없이 벌금, 투옥, 채찍형 및 사형이 포함된다. 또한 카스트 판차야트와 길드 법원이 있었는데, 이는 공동체와 직업의 문제를 규제하고 분쟁을 처리하였다.

### 칸타카소다나
세 명의 프라데시트리(pradeshtri) 또는 아마티야(amatya)가 주재하던 칸타나소다나 법원은 형사재판을 담당하던 법정이다. 칸타카소다나 법정에서는 행정부의 이니셔티브에 따라 행동이 시작되었는데, 상처로 끝난 폭행은 다르마스티야에서 처리되었으며, 살인으로 끝난 폭행은 칸타카소다나에게 유보되었다. 이 법원은 비야바하라(vyavahara)를 다루는 일반 다르마스티야 법정보다 요약 절차를 따르는 특별 재판소였는데, 그들의 기능은 준사법 기관이며 그 방식은 오늘날 현대 검찰과 유사했다. 칸타카소다나는 반사회적인 사람들의 해로운 행동으로부터 국가와 사람들을 보호하는 것을 목표로 하였는데, 절도, 살인, 강도, 강간, 카스트 규칙에 대한 반항적인 위반은 이 법정에 제기된 범죄로 허위 무게를 사용한 상인, 계약을 지키지 않은 장인, 환자를 죽인 의사, 뇌물을 받은 공무원, 반역을 고려한 공모자가 모두 이 법정에서 처리되었다. 이 법원은 당시 도입된 새로운 질서의 잠재적인 악으로부터 정부와 사회를 보호하였다.
칸타나소다나 법원은 복잡한 사회적 경제의 컴플렉스 증가를 충족하고 통제 및 규제하에 놓을 뿐 아니라 구 법률 체계에서는 알려지지 않은 문제에 대해 고도로 조직화된 관료제의 결정을 구현하기 위해 도입된 새로운 유형의 법원이었는데, 국민의 활동에 대한 정부의 통제와 규제가 보편화되고 재량권을 가진 새로운 사무 및 규정이 확산되며 이러한 규정을 이행하고 공무원이 국민을 압제하거나 사람들에 의해 위반되지 않았는지 확인하기 위해 필요한 점검과 통제를 제공하는 도구가 필요하였기 때문에 도입되었다.

## 군사
마우리아 제국군은 철기 시대 당시 세계에서 가장 거대한 규모를 지닌 군대들 중 하나였다. 메가스테네스에 따르면, 찬드라굽타 마우리아 치세에 마우리아 제국군은 해군, 군사 소송병, 보병, 기병, 전차 사단, 전투 코끼리 등 6개의 병과로 편제되어 있었으며, 보병 600,000명, 기병 30,000명, 전차 8, 000대, 전투 코끼리 9,000마리로 이루어진 강력한 대군을 지니고 있었다. 아소카 치세에 마우리아 제국군은 보병 60만, 기병 10만, 전투 코끼리 부대 9천마리로 구성된 대군을 이루고 있었으며, 칼링가 전쟁 이후 아소카는 공격적인 전쟁과 팽창주의를 포기했지만 마우리아 제국을 수호하고 서아시아와 남아시아 전역에 안정과 평화를 심어주기 위한 목적으로 이 대규모 군대를 계속 유지하였다.

## 사회
마우리아 제국의 인구는 1,500만에서 3,000만 사이로 추정된다. 팀 다이슨에 따르면, 마우리아 제국 시대에는 갠지스 평원에 정착한 인도아리아인 사이에서 카스트 제도가 체계화되어 점차 진화하는 카스트 제도에 포함된 부족민들이 늘어났는데, 이러한 카스트 제도의 발전은 인도 아대륙에 거주하는 대부분의 사람들에게 영향을 미치지는 않았지만 인도아리아어 사용 지역의 경우 여성의 지위가 현저히 퇴보하는 현상이 일어나기도 했다.
마우리아 제국의 사회와 경제 체제는 불교의 존재와 국가에 대한 충성을 바탕으로 전파되었다.

## 경제
제국의 경제는 "사회화된 군주제", "국가사회주의의 일종", 그리고 세계 최초의 복지 국가로 묘사되어 왔다. 마우리아 제도 하에서는 모든 토지가 황제의 소유지로 간주되었기 때문에 백성들의 사유지 소유권은 없었으나 그 대가로 황제는 노동자들에게 농산물, 동물, 씨앗, 도구, 공공 기반 시설, 그리고 위기에 대비한 비축된 식량을 공급했다.
또한 제국은 수자원이 풍부한 갠지스강 유역을 중심으로 수로 등을 개통하거나 농업 생산성을 높이면서 공동 경제 체계와 상업 체계를 강화했다. 수백개의 왕국, 많은 소규모 군대, 강력한 지방 토후와 관련된 이전의 상황은 규율된 중앙 권한으로 이어졌다. 농부들은 지역 왕들로부터의 세금과 농작물 징수 부담에서 해방되었으며, 대신 아르타샤스트라의 원칙에 따라 국가적으로 관리되고 엄격하지만 공정한 과세를 납부했다.
지방 정부는 지역 토후들로부터 농민과 상인들을 보호하였으며, 마우리아 군대는 지방에서 그들 자신의 우월성을 강요하려는 많은 갱단, 지방 민병대 및 강력한 호족들을 제거하였다. 마우리아 제국은 생산성을 높이기 위해 많은 공공 사업과 수로를 후원하였으며, 새로운 정치적 통합과 내부 평화로 인해 대내 무역 또한 크게 확대되었다. 마우리아-셀레우코스 전쟁 종전 이후인 기원전 303년부터 아소카 치세가 끝나는 기원전 232년까지 대외 무역 또한 크게 활성화되었는데, 파키스탄과 아프가니스탄 사이에 위치한 항구인 카이버 패스는 전략적으로 중요한 항구로 기능하여 외부 세계와의 교역로로 작동하였으며, 마우리아 제국과의 무역 확대로 인하여 외부 세계는 새로운 과학 지식과 기술을 접하게 되었다. 서아시아의 디아도코이와 그리스 국가들은 제국의 중요한 무역 파트너가 되었으며 말레이 반도를 통한 동남아시아 국가들과의 교류 또한 확대되었다.
당시 마우리아 제국은 비단, 섬유, 향료 및 이국적인 음식들을 수출하였으며, 목재, 생선, 가축, 무화과, 포도주 등을 수입하였다. 또한 아소카에 의해 수천 개의 도로, 수로, 운하, 병원, 휴게소 및 기타 공공 공사의 건설이 진행되었고, 세금 및 농작물 수집과 같은 엄격한 관리 관행이 완화되면서 제국 전역의 생산성과 경제 활동이 향상되었으며, 고대 아시아에서 제일 긴 무역망 중 하나인 대간도도 마우리아 시대에 건설되었다.
또한 마우리아 제국은 발전된 주화 주조 시스템을 지니고 있었는데, 찬드라굽타 마우리아에 의해 일부 금으로 만들어진 경우를 제외하고 대부분 은과 구리로 만들어진 파나가 인도 전역의 단일 통화로서 통용되었으며, 제국에서 발행된 주화들은 무역과 상업에 널리 사용되었다.
여러면에서 마우리아 제국의 경제 상황은 몇세기 후 로마 제국과 비슷한 성질을 지니고 있었는데, 둘 다 광범위한 무역 관계를 맺었으며 조직적인 법인 체계를 가지고 있었다는 공통점이 있다. 다만 로마에서는 공공 주도의 프로젝트에 주로 사용되는 조직 단체가 있었지만, 마우리아에서는 제국이 등장하기 이전부터 사적 상업을 순수한 목적으로 하는 수많은 민간 상업 단체가 존재하고 있었다는 차이점이 있다.
| 마우리아 주화 |
| - 주요 마우리아 주화 - 기원전 3세기 바퀴와 코끼리의 상징이 새겨진 마우리아 펀치마크 은화. - 뒷면에 아치형 언덕 기호가 있는 마우리아 주화. - 기원전 4~2세기경 마우리아 주화. - 살리수카 또는 그 이후의 마우리아 황제 초상화가 새겨진 것으로 추정되는 기원전 207년 ~ 기원전 194년경의 마우리아 주화. |

## 예술

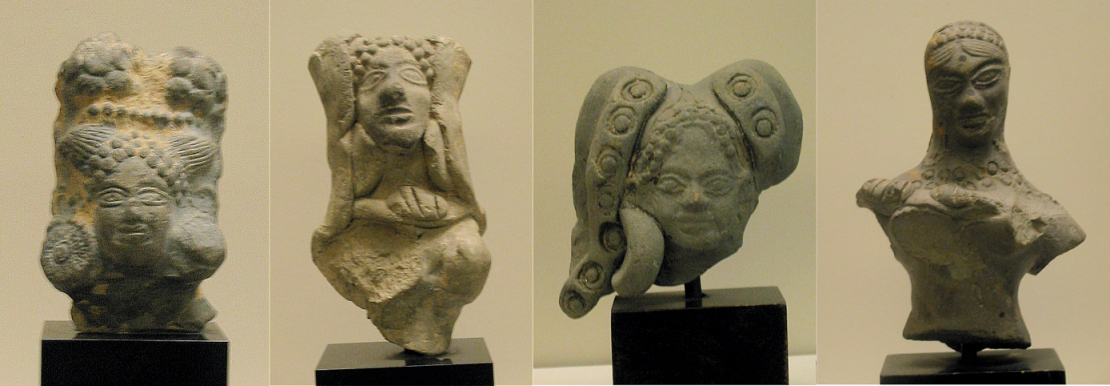
마우리아 시대의 조각상

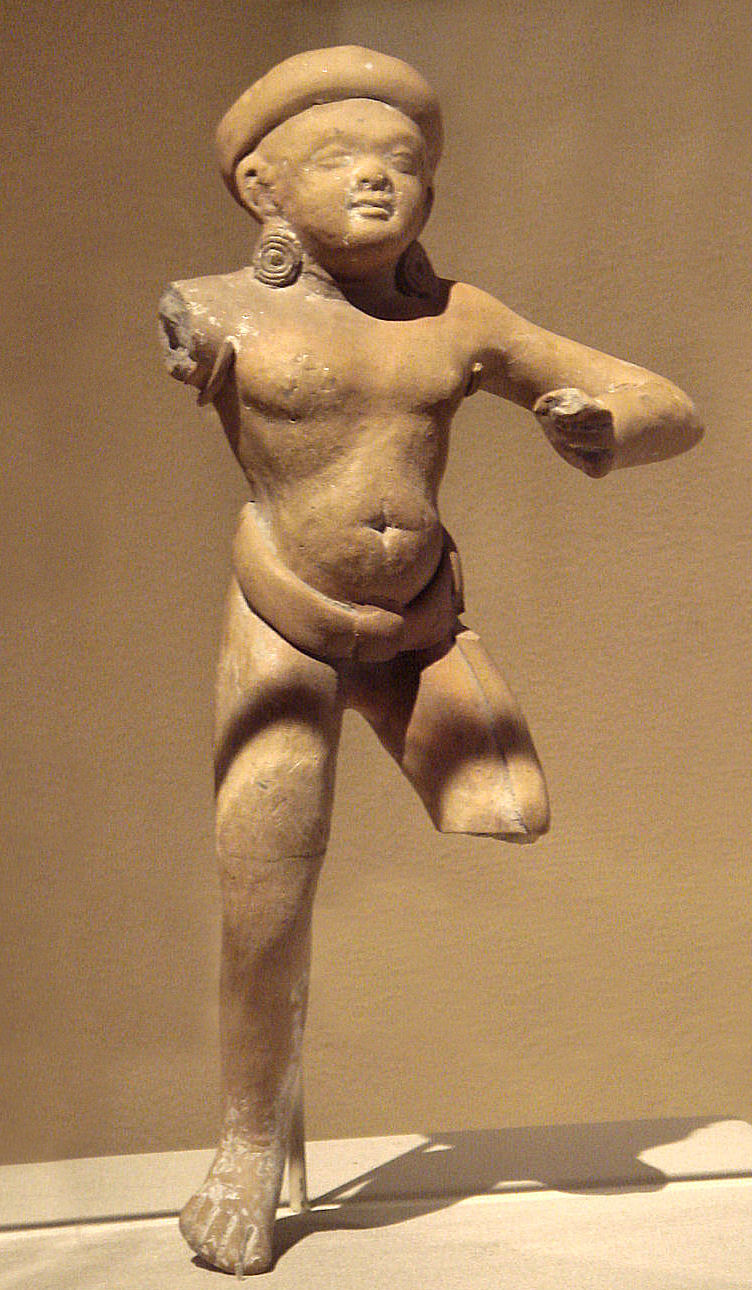
기원전 2세기 마우리아 조각상

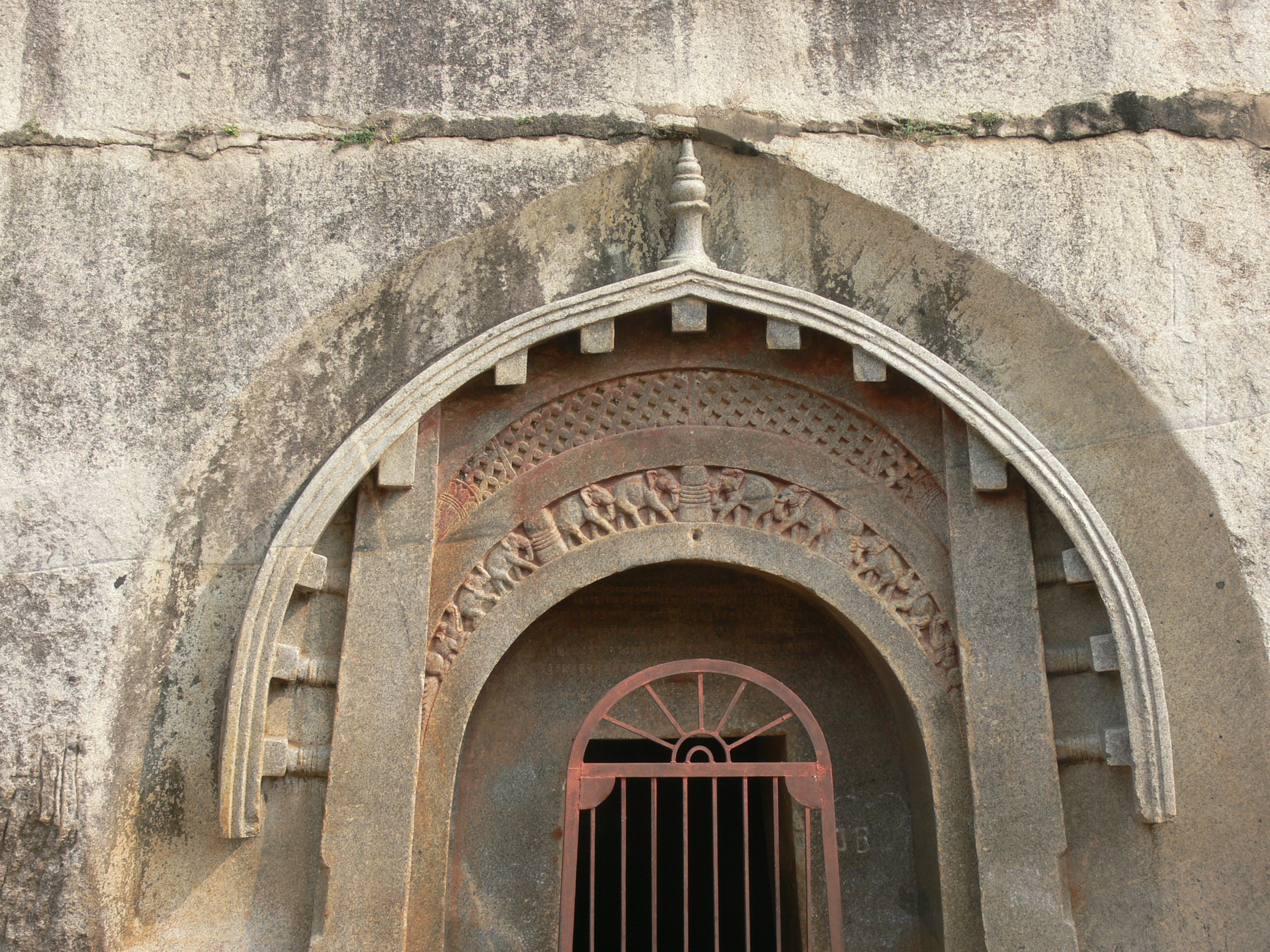
기원전 3세기 바라바르 석굴에 지어진 마우리아 건축물 로마스 리쉬 석굴.

마우리아 제국의 예술은 페르시아와 고대 그리스 미술 양식과 인도 고유의 양식이 결합되며 확립되었다.
마우리아 제국의 궁정에서는 석조 조형 예술이 발달하였는데, 아소카 시대의 석조물은 매우 다양한 양식이 있었고 높은 독립 기둥, 사리탑 난간, 사자 왕좌 및 기타 거대한 인물로 구성되어 있었다. 이 시기 동안 석재의 사용법은 매우 정교해져서 작은 석재 예술 조각조차도 고급 에나멜과 유사한 높은 광택을 내었으며, 아소카는 붓다의 상징을 담고 있는 커다란 돔이었던 여러 개의 사리탑을 건설하는 일을 담당하였다. 이들 중 가장 중요한 탑은 산치, 바후트, 아마라바티, 보드가야 및 나가리우나콘다에 위치하고 있다. 주로 아소카 치세때 만들어진 야크샤상, 남자 토르소 조각 등이 대표적인 석조물이었으며 아시리아나 페르시아의 돌기둥 제작 방식을 반영해 추나르산의 사암으로 만들어져 종 모양 또는 동물 모양에 연꽃 문양으로 장식된 후 각 지역에 세워진 아소카의 기둥 또한 마우리아 궁정 예술의 대표작이라 할 수 있다.
민간에서는 나무를 재료로 하여 인도 고유의 양식으로 만들어진 목조 조형 예술이 발달하였는데 주로 인도 신화에 등장하는 신들을 조각한 미술로써 야크샤상·야크시니 여신상 등이 대표적이며, 궁정 예술보다는 예술성이 다소 떨어지지만 소박함을 지니고 있다.

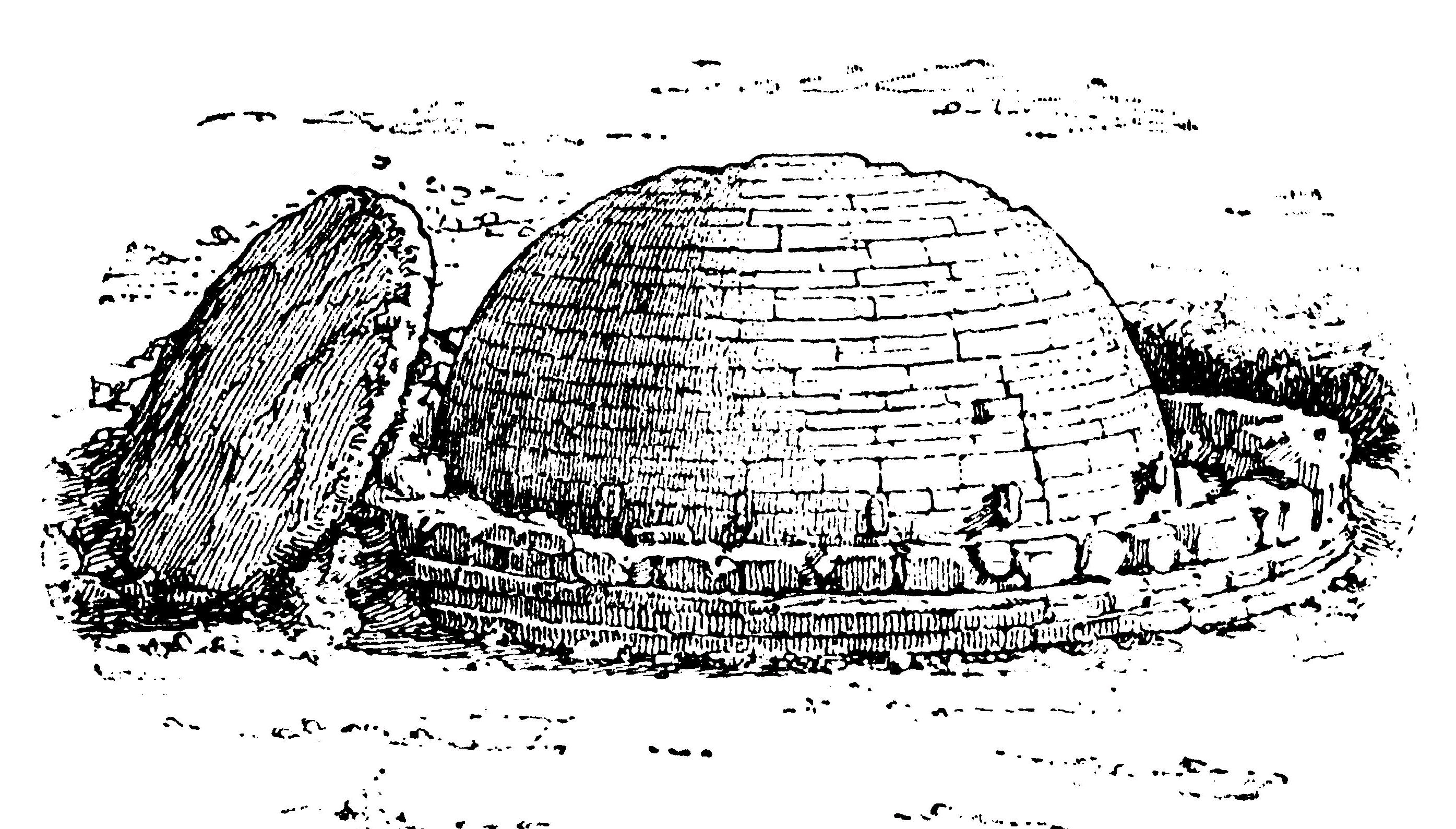
기원전 3세기 마우리아 시대에 지어진 것으로 추정되는 인도 차크다라 인근 차크파트의 지름 6미터의 초기 스투파.

이 시대에 지어진 주요 건축물로는 산치 스투파, 마하보디 사원 등의 불교 건축물들이 대부분으로 역시 석조 조형 예술과 마찬가지로 대부분 아소카 시대에 지어졌으며, 예외적으로 찬드라굽타 마우리아의 치세에 만들어진 가장 큰 건축물로 오늘날 파트나 쿰하르에 있는 파탈리푸트라 고궁이 존재한다. 발굴 작업을 통해 여러 건물의 그룹으로 여겨지는 궁전의 유적이 발굴되었으며, 그중 가장 중요한 것은 높은 목재 바닥 위에 지지된 거대한 기둥 홀이 존재한 것이 드러났다. 기둥은 규칙적인 열로 설정되어 홀을 여러 개의 작은 정사각형 베이로 나눈다. 기둥의 수는 80개이며 높이는 각각 약 7미터이다. 메가스테네스의 기록에 따르면, 수사와 엑바타나의 궁전보다 화려하고 웅장한 것으로 여겨진 이 궁전은 주로 목재로 이루어졌고 궁전의 기둥은 금색 덩굴과 은색으로 새로 장식되어 있으며, 건물은 물고기 연못이 있는 광대한 공원에 서있었고 다양한 관상용 나무와 관목으로 장식되어 있었다고 한다. 카우틸랴의 아르타샤스트라는 이 시기의 궁전 건축 방법을 알려준다. 둥글고 가늘어지는 샤프트와 매끄러운 광택으로 거의 완성된 돌기둥 조각을 포함하여 나중에 아소카가 이전의 나무 기둥을 대체한 돌기둥의 건설을 담당했음을 나타내고 있다. 제일 널리 퍼진 마우리아 건축물은 아소카의 기둥과 아소카의 칙령으로, 종종 정교하게 장식되어 있는 이 유적들은 인도 아대륙 전역에 40개 이상 세워져 있다.
또한 난단가르와 산치 스투파의 아소카 기둥에 묘사되어 있는 공작은 마우리아 왕조의 상징이었다.
| 산치 대탑의 마우리아 양식 및 장식물 | |
| 산치 대탑의 대략적인 모습.          | - 광택석으로 된 아소카 기둥 유적. - 남쪽 관문 인근의 창고 아래에 있는 아소카 기둥의 잔해. - 발견 시 기둥과 그 비문("분파 칙령"). - 아소카의 사자상. |

## 종교

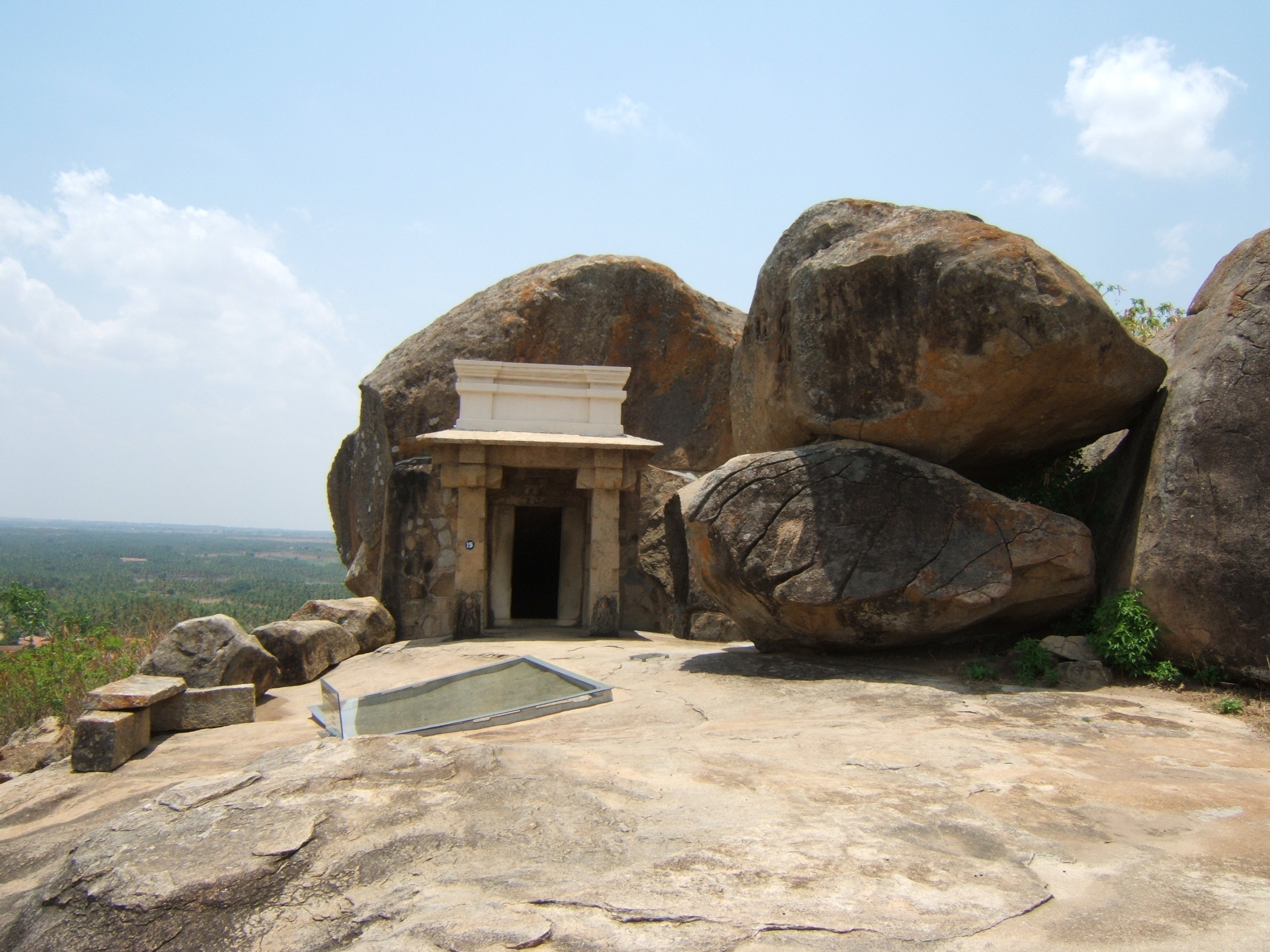
슈라바나벨라골라의 바드라바후 석굴, 이곳에서 찬드라굽타 마우리아가 고행을 하다 사망하였다.

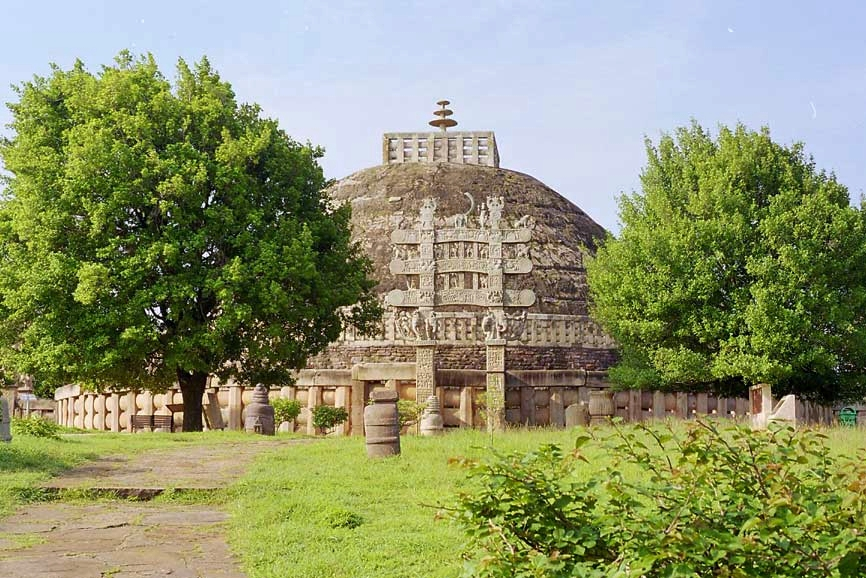
산치 단지의 중심에 있는 붓다의 유물을 포함했던 스투파는 원래 마우리아 제국에 의해 지어졌지만, 그 주변의 난간은 숭가 제국 시기의 것이며, 장식용 관문은 후기 사타바하나 제국 시대에 만들어졌다.

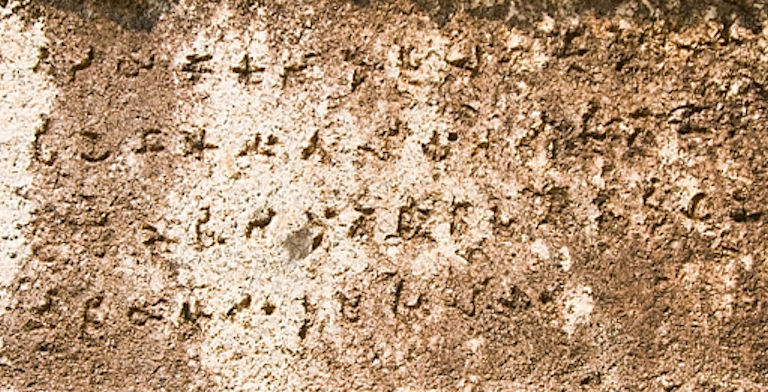
바다티카 석굴 입구 위에 있는 아지비카교에 대한 다사라타 마우리아의 헌납 비문.

마우리아 제국에서 유행한 종교로는 자이나교와 불교, 브라만교, 아지비카교 등이 있었다. 마우리아 제국에는 딱히 국교로 지정된 종교가 없었고 다른 종교를 박해하지도 않았기 때문에 수많은 종교들이 공존하였다. 특히 아소카는 모든 종교가 공통적이고 긍정적인 본질을 공유한다는 믿음에 기초하여 다른 종교에 대한 관용과 이해를 장려했다.
자비로운 피야다시 왕은 모든 종교 교단들이 나의 영토들에서나 (자유롭게) 살기를 원한다. (바위 담마칙령 No.7)

지나친 자신의 교단에 대한 헌신 때문에 자신의 교단만 추켜세우는 사람은 누구나, 그리고 다른 교단을 비난하는 사람은 누구나, 그것은 다만 자신의 교단을 더욱 심하게 해치는 일이다.
그러므로 서로 알고 지내는 것은 바람직하며 다른 교단이 믿는 교리에 귀 기울이고 그것을 존중해야 한다. 자비로운 피야다시 왕은 모든 교단의 사람들이 다른 교단의 훌륭한 교리에 관해 잘 알게 되기를 바란다.
각자의 교단에 집착된 사람들에게 이것을 말해야 한다.: "자비로운 피야데시 왕은 보시나 존경은 모든 교단의 본질을 증진시키는 행위보다 중요한 것이라고 생각지 않는다." (바위 담마 칙령 No.12)

### 브라만교
브라만교는 마우리아 시대 내내 중요한 종교였지만, 마우리아 제국은 비베다적 마가다 지역을 중심으로 형성되었으며, 자이나교, 불교, 그리고 아지비카교를 더 선호했다. 정복된 쿠루-판찰라 지역에서 발전한 브라만교는 특권을 상실했으며, 이는 그 존재 자체를 위협했고, 결국 “사회-정치적 이데올로기”로 변모하도록 압력을 받았다. 이 이데올로기는 원래 고향의 경계를 훨씬 넘어 영향력을 발휘하게 되었으며, 브라만교 이데올로기, 지역 전통, 그리고 슈라마나 전통의 요소들이 융합된 힌두 합성론이 탄생하게 되었다. 수많은 힌두교 문헌들이 마우리아 시대에 쓰여졌다.

### 자이나교
자이나교 문헌에 따르면 찬드라굽타 마우리아는 제위에서 물러난 후 자이나교를 받아들였다. 그는 방황하는 자이나교 승려 그룹에 합류하기 위해 황좌와 물질적 소유를 포기했다. 찬드라굽타는 자이나교 승려 아차리야 바드라바후의 제자였다. 그의 마지막 날에, 그는 카르나타카의 슈라바나벨라골라에서 자이나교의 엄격한 자기 정화 의식인 산다라 의식을 치루었다고 한다. 아소카의 손자 삼프라티도 자이나교를 후원하였다. 수하스틴과 같은 자이나교 승려의 가르침에 영향을 받았던 삼프라티는 인도 전역에 125,000개의 데라사(자이나교 사원)들을 건설하였으며, 이 중 일부는 오늘날에도 아메다바드(Ahmedabad), 비람감(Viramgam), 우자인(Ujjain) 및 팔리타나(Palitana)의 도시에 여전히 남아있다. 또한 아소카가 외국에 사절들을 파견하여 불교를 전파한 것처럼 삼프라티도 그리스, 페르시아와 중동 지역 등 외국에 사절들을 파견하여 자이나교를 전파하는 등 자이나교를 전폭적으로 후원하기도 했지만, 현재까지 이 분야에 대한 연구는 자세하게 이루어지진 않았다.
그리하여 자이나교는 마우리아 통치하에서 중요한 생명력을 얻었으며, 찬드라굽타와 삼프라티는 남인도에 자이나교를 선교하였던 것으로 알려져 있다. 수십만 개의 자이나교 사원과 사리탑이 이 시기에 세워졌다고 한다.

### 불교
마우리아 제국의 중심이었던 마가다는 불교의 발상지였다. 처음에 아소카는 브라만교를 숭앙했지만 나중에 불교로 개종하였다. 칼링가 전쟁 이후, 그는 세금 사용과 반란군에 대한 무력, 집중적 정책, 무자비한 조치의 사용에 관한 확장주의와 침략, 그리고 아르타샤스트라의 가혹한 통치 정책을 포기했다. 아소카는 아들 마힌다와 딸 상하미타가 이끄는 선교사들을 스리랑카로 파견하였다. 티사 왕은 불교의 이상에 매우 매료되어 불교를 국교로 만들었다. 아소카는 서아시아, 그리스 및 동남아시아에 많은 불교 사절단을 보냈고 수도원과 학교의 건설뿐만 아니라 제국에서의 불교 문학의 출판을 의뢰했다. 그는 산치 및 마하보디 사원과 같이 인도 전역에 84,000개의 스투파를 지은 것으로 알려져 있으며 아프가니스탄, 태국 및 시베리아를 포함한 북아시아에서 불교의 인기를 높였다. 아소카는 수도 근처에서 제3차 결집 및 각종 남아시아 불교 집회를 소집하는데 도움을 주었다. 이 집회는 불교 종교의 개혁과 확장에 많은 노력을 기울였다. 인도 상인들은 불교를 받아 들였고 마우리아 제국에 불교를 전파하는데 큰 역할을 하였다.

### 아지비카교
아지비카교는 제2대 마우리아 황제인 빈두사라와 제4대 마우리아 황제인 다사라타 마우리아가 신앙한 것으로 알려진 종교이다. 빈두사라는 당시 아지비카교의 사원들을 후원하는 정책들을 실시하였으며, 아소카의 손자이자 정식 후계자인 다사라타 마우리아는 바라바르 석굴의 나가르주니 그룹을 형성하는 세 가지 석굴(고피카, 바다티 및 바피야)에 봉헌 비문을 썼다. 이 세 개의 비문은 그를 "데바남피야"라고 부르며, 그 석굴은 그의 즉위 직후 그에 의해 헌납되었다고 기록되어 있다. 이는 기원전 230년경에 여전히 아지비카교의 교세가 활발했던 동시에 불교가 당시 마우리아의 국교가 아님을 확인시켜준다.
세 개의 석굴은 내부의 화강암 벽이 매우 고급스러운 것이 특징이다. 이는 마우리아의 세련된 기술이 아소카의 치세와 함께 사라지지 않았음을 다시 한 번 확인시켜준다.
| 한글 번역 | 브라흐미 문자로 쓰여진 프라크리트어 원문 |
| --- | ---------------------------------------- |
| 고피카 석굴의 비문 : "고피카 석굴은 해와 달이 지속될 수 있는 피난처이며, 데바남피야(신들의 사랑을 받는) 다사라타가 그의 높이에서 왕좌에 이르기까지 가장 경건한 아지비카교도의 은신처로 만들었습니다." 고피카 석굴의 입구에 있는 다사라타 마우리아 비문 바피야카 석굴의 비문 : "바다티 석굴은 해와 달이 지속될 수 있는 피난처이며, 다사라타가 왕위에 올랐을 때 그가 가장 경건한 아지비카교도를 위한 은둔지로 만들기 위해 파낸 것입니다." 다사라타 마우리아의 바피야카 비문 바다티카 석굴의 비문 : "바다티 석굴은 해와 달이 지속될 수 있는 피난처로 데바남피야(신들에게 사랑받는) 다사라타가 왕위에 올랐을 때 가장 경건한 아지비카교도의 은둔처로 만들었습니다." |                                          |

## 자연 보호 정책
인도의 동물 보호는 마우리아 시대에 실시되었다. 인도에서 통일된 정치 실체를 설립한 최초의 제국인 마우리아의 숲, 거주민 및 동물군 전반에 대한 태도가 관심을 끌고 있다.
마우리아는 처음에 숲을 자원으로 보았다. 그들에게 가장 중요한 임산물은 코끼리였는데, 그 당시 군사력은 말과 사람뿐만 아니라 전투 코끼리에게도 달려있었으며, 이들은 알렉산드로스의 전 장군 중 한 명인 셀레우코스의 패배에 중요한 역할을 하였다. 마우리아는 코끼리가 더 저렴하고 야생 코끼리를 기르는 것보다 길들이고 훈련하는 데 시간이 덜 걸리기 때문에 코끼리의 공급을 보존하려고 하였다. 카우틸랴의 아르타샤스트라는 고대 국가 운영에 대한 격언을 포함할 뿐만 아니라 "코끼리 숲의 수호자"와 같은 공무원의 책임을 명확하게 지정하였다.
숲의 경계에 산림 관리인이 코끼리를 보호하기 위한 숲을 만들어야 한다. 코끼리 산림 관리국장은 경비원의 도움을 받아 모든 지형에서 코끼리를 보호해야 한다. 코끼리를 죽이면 사형에 처해질 수 있다.— 《아르타샤스트라》

또한 목재를 보호하기 위해 별도의 숲을 지정하고 가죽으로 사용되는 사자와 호랑이도 보호하였다. 또한 다른 곳에서 동물의 수호자는 도둑, 호랑이 및 기타 포식자를 제거하여 소를 방목할 수 있는 숲을 안전하게 만들기 위해 노력하였다.
마우리아는 전략적 또는 경제적 측면에서 특정 산림 지역을 소중히 여기고 억제 및 통제하기 위한 제도를 도입하였다. 마우리아는 모든 산림 부족을 불신으로 여기고 뇌물과 정치적 정복으로 산림 부족들을 통제하였다. 그들은 국경을 지키고 동물을 가두기 위해 식량 수집가 또는 아란야카를 고용하였다. 그럼에도 불구하고 때때로 긴장되고 갈등으로 가득 찬 관계는 마우리아가 광대한 제국을 수호할 수 있게 하였다.
마우리아 제국은 보호 의무를 맡은 특정 관리들과 함께 천연자원에 대한 명확한 정책을 가지고 있었다. 아소카가 후기에 불교를 받아들였을 때, 그는 동물을 보호하고 심지어 당시 야생 황소, 코끼리, 코뿔소, 숫양 등의 동물들의 싸움 경연 대회인 사마자를 비롯한 왕실 사냥을 포기하는 등 통치 방식에 중대한 변화를 가져왔다. 그는 아마도 세계 역사상 최초로 야생동물 보호 조치를 옹호한 통치자였으며, 심지어는 석조 칙령에도 규칙을 새겼다. 칙령은 많은 사람들이 동물 도살을 포기하는 왕의 모범을 따랐다고 선언하였으며, 그들 중 하나는 자랑스럽게 다음과 같이 말한다.
우리 왕은 동물을 거의 죽이지 않았다.— 아소카의 칙령

또한 이들 정책에 대한 언급은 돌기둥 담마 칙령에 새겨져 있는 것을 볼 수 있다.
자비로운 피야다시 왕은 이 담마칙령을 새기도록 하였다.
여기(내 영토 안에서는) 생명 있는 것들은 제물로 바치기 위해 죽여서는 안 된다. 또한 사마자를 열어서도 안 된다. 왜냐하면 자비로운 피야다시 왕은 이와 같은 사마자의 모임에서 여러 가지의 악함을 보기 때문이다. 그렇지만 자비로운 피야다시 왕은 어떤 사마자는 허락한 것도 있다.
전에는 자비로운 피야다시 왕의 주방에서 음식을 만들기 위해 매일 수많은 동물들이 도살되었다. 그러나 이 담마칙령이 씌여진 지금에는 단지 세 마리의 동물만이 음식을 만들기 위해 도살된다.: 즉 두 마리의 공작새, 그리고 한 마리의 사슴이다. 그러나 이 한 마리의 사슴조차도 정기적으로 도살되지는 않는다. 그러나 이 세 가지 동물들도 장차 도살되지 않을 것이다. — 바위 담마 칙령 No.1

자비로운 피야다시 왕은 이와 같이 말한다.
내가 왕위에 오른지 26년이 되었을 때 나는 다음의 동물을 죽이는 것을 금하였다.: 앵무새, 살리카(구관조), 아루나(붉은 새의 일종), 붉은 거위, 야생 거위, 낭디무카, 겔라타, 박쥐, 여왕개미, 민물거북이, 뼈 없는 물고기, 웨다웨야카, 갠지스 강의 푸푸타카, 홍어, 바다거북, 호저, 다람쥐, 숫사슴, 야생 황소, 집에서 기르는 동물, 코뿔소, 하얀 비둘기, 집비둘기, 유용하지도 않고 먹을 수도 없는 네 발 가진 동물, 그리고 젖을 먹이거나 새끼 밴 또는 새끼 딸린 암염소, 암양, 암퇘지와 6개월도 안 된 어린 가축은 죽이는 것을 금한다.
수탉은 거세해서는 안 된다. 살아 있는 존재들이 숨어 있는 깍지(더미)를 불태우지 않으며, 정당한 이유 없이 또는 살아 있는 존재들을 죽이기 위해 숲을 불태워서는 안 된다. 동물에게 다른 동물을 먹이로 주어서는 안 된다.
— 돌기둥 담마칙령 No.5

아소카는 소비를 위해 죽여야 하는 동물의 도축 수효를 줄일 것을 주장했고, 그들 중 일부를 보호했으며, 일반적으로 거세와 같은 동물에 대한 폭력 행위를 규탄했다.
그러나 아소카의 칙령은 실제 사건보다 통치자의 욕구를 더 많이 반영하였으며, 왕실 사냥터에서 사슴을 밀렵하는 경우 벌금으로 '파나'(주화) 100개를 납부하게 했다는 구절은 아소카의 이러한 동물 보호에 대한 칙령을 위반하는 자들이 존재했음을 보여준다. 아소카의 법적 제한은 이후 사냥, 벌채, 낚시, 화전 등 서민들이 자유롭게 행사하는 관행과는 상충되는 것이었다.

## 대외 관계

### 헬레니즘 세계와의 관계

#### 제국의 설립
헬레니즘 세계와의 관계는 마우리아 제국의 초창기부터 시작되었을 것이다. 플루타르코스는 찬드라굽타 마우리아가 알렉산드로스 3세를 북서쪽의 탁실라 방면에서 만났다고 주장하였다.
산드로코투스는 어렸을 때 알렉산드로스를 만났고, 우리는 알렉산드로스가 자신의 저속함과 낮은 출생으로 인해 미움과 경멸을 받았기 때문에 알렉산드로스가 자신을 나라의 주인으로 삼는 것을 간신히 놓쳤다는 말을 종종 들었다.— 플루타르코스 영웅전 62-4

#### 북서인도 재정복(기원전 317년 ~ 기원전 316년)
찬드라굽타는 궁극적으로 알렉산드로스 3세 이후 서쪽 펀자브 지배자인 에우다모스가 기원전 317년에 추방될 때까지 또는 기원전 316년에 인더스강 유역의 그리스 식민지 총독 에기노르의 아들인 페이톤이 바빌론으로 출국할 때까지  그리스인 사트라프들이랑 싸워 북서부 인도를 점령하였다.
알렉산드로스가 죽은 후 인도는 마치 노예의 짐을 흔드는 것처럼 그의 지사들을 암살했다. 이 해방자는 산드라코토스(Sandracottos)였지만, 왕위를 차지한 후 자신이 외국의 지배에서 해방한 바로 그 사람들을 억압했기 때문에 그는 승리 후 노예의 해방을 변화시켰다.— 유스티누스 XV.4.12–13

나중에 알렉산드로스의 지사들과의 전쟁을 준비하던 중에 거대한 야생 코끼리가 그에게 다가가 길들인 듯 그를 등을 짊어지고 뛰어난 전사이자 전쟁 지도자가 되었다. 이렇게 왕권을 획득한 산드라코토스는 셀레우코스가 미래의 영광을 준비할 때 인도를 점령했다.— 유스티누스 XV.4.19

#### 셀레우코스와의 충돌과 동맹 (기원전 305년)
옛 알렉산드로스 제국의 아시아 지역 사트라프인 셀레우코스 1세 니카토르는 기원전 305년까지 박트리아와 인더스강까지 동부 영토를 정복하고 자신의 권위 아래 두었다. 기원전 305년 그는 찬드라굽타 황제와 전쟁을 시작하였다.
항상 이웃 국가를 기다리며 무장하고 의회에서 설득력을 발휘한 셀레우코스는 메소포타미아, 아르메니아, '셀레우코스' 카파도키아, 페르시스, 파르티아, 박트리아, 아라비아, 타푸리아, 소그디아, 아라코시아, 히르카니아 및 알렉산드로스가 정복한 기타 인더스강 인근 민족들을 정복하였으며, 그의 제국의 경계는 알렉산드로스 이후 아시아에서 가장 광대한 영토를 확보했다. 프리기아에서 인더스 강까지 전 지역이 셀레우코스의 지배를 받았다.— 아피아노스, 《로마사》, "시리아 전쟁" 55

비록 충돌에 대한 기록이 남아 있지는 않지만 셀레우코스가 어떤 영토도 정복하지 못했기 때문에 인도 황제에 대해 가난하게 대항했으며, 실제로 이미 그의 것이었던 많은 것을 버려야했다. 그럼에도 불구하고 셀레우코스와 찬드라굽타는 궁극적으로 합의에 도달했으며 스트라보에 따르면 셀레우코스는 기원전 305년에 찬드라굽타와 조약을 체결하여 동부 아프가니스탄과 발루치스탄을 포함한 많은 영토를 찬드라굽타에게 양도하였다.
찬드라굽타와 셀레우코스는 기원전 303년에 평화 조약과 결혼 동맹을 맺었다. 찬드라굽타는 광대한 영토를 받았고, 그 대가로 셀레우코스에게 전투 코끼리 500마리를 주었으며, 이는 기원전 301년 이프소스 전투에서 결정적인 역할을 할 군사 자산이 되었다. 이 조약에 더하여, 셀레우코스는 찬드라굽타 마우리아에게 메가스테네스를 그의 대사로 파견하였으며, 나중에 그의 아들 빈두사라에게는 데이마코스를 파견하여 파탈리푸트라 궁정에 머물토록 하였다. 나중에 프톨레마이오스 왕국의 파라오이자 아소카와 동시대 인물인 프톨레마이오스 2세는 디오니시우스라는 대사를 마우리아 궁정에 보낸 것으로 대 플리니우스에 의해 기록되었다.
주류 학설가들은 찬드라굽타가 힌두쿠시, 현대 아프가니스탄 및 파키스탄의 발루치스탄 지방을 포함하여 인더스 서쪽의 광대한 영토를 받았다고 주장하고 있다. 고고학적으로, 아소카의 칙령 비문과 같은 마우리아 측의 구체적인 표시로는 아프가니스탄 남부의 칸다하르까지 차지하였다고 알려져 있다.
그(셀레우코스)는 인더스를 건너 인도의 왕 산드로코투스 [마우리아]와 전쟁을 벌였는데, 그 하천 유역에 살면서 서로 이해하고 결혼 관계를 맺었다. 이러한 공격 중 일부는 안티고노스가 사망하기 전과 그 이후에 수행되었다.— 아피아노스, 《로마사》, "시리아 전쟁" 55

그(산드라코토스)와 조약을 맺고 동방의 상황을 정돈한 후 셀레우코스는 안티고노스와 전쟁을 벌였다.— 유니아누스 유스티누스, 《필리포스 역사》, libri XLIV, XV.4.15

"에피가미아 조약"은 그리스인과 인도인 간의 합법적인 결혼이 왕조 통치자나 일반인 또는 둘 사이에서 발생했는지는 확실하지 않지만 적어도 국가적인 차원에서는 인정되었음을 의미한다.
또한 고전적인 문헌에서는 그들의 조약에 따라 찬드라굽타가 다양한 최음제를 셀레우코스에게 보냈을 때와 같이 찬드라굽타와 셀레우코스가 선물을 교환했다고 기록하였다.
그리고 테오프라스투스는 사람들을 더 사랑스럽게 만드는 것과 같이 그러한 문제들에서 어떤 인위적인 것들이 놀라운 효능을 가지고 있다고 말한다. 그리고 프불라추스는 인도인의 왕 산드라코투스가 셀레우코스에게 보낸 선물 중 일부를 참조하여 이 사실을 확인하였다. 멋진 애정을 불러 일으키는 매력처럼 행동하는 반면, 반대로 일부는 사랑을 버려야 했다.— 나우크라티스의 아테나에우스, 《관념론자들》, 제1권, 32장

그의 아들 빈두사라 '아미트라가타'(적의 학살자)는 또한 안티오쿠스 1세와 선물을 교환한 것으로 고전 문헌에 기록되어 있다.
그러나 말린 무화과는 모든 사람들이 아주 많이 찾고 있었기 때문에 (실제로 아리스토파네스가 "말린 무화과보다 더 좋은 것은 없다"라고 말했듯이) 인도인의 왕인 아미트로차테스조차도 안티오쿠스에게 무화과와 포도주, 수사학 교사를 사고 싶다는 편지를 보냈다. (헤게산더가 이 이야기를 말하며) 안티오쿠스는 그에게 "우리가 당신에게 마른 무화과와 단 포도주를 보낼 것이다. 그러나 그리스에서 교사 판매는 불법이다."라는 답장을 보냈다.— 아테나에우스, 《관념론자들》 XIV.67

#### 인도의 그리스인 거주민
아소카의 치세에 상당한 수의 영향력 있는 그리스인 주민들이 인도 아대륙의 북서쪽에 거주하였으며, 이는 아마도 알렉산드로스 3세의 인더스 강 정복의 잔재일 가능성이 있다. 아소카의 바위 칙령의 일부는 그리스어로 새겨져 있다. 아소카는 자신의 통치하에 있는 그리스인이 불교로 개종했다고 주장한다.
마찬가지로 여기, 왕의 영토에서는 즉 요나 사람들, 캄보자, 나바카, 나바판디, 보자, 피티니카, 안드라, 그리고 풀리다 사람들 사이에서, 이 모든 곳에서 사람들은 자비로운 왕의 담마의 가르침을 따르고 있다— 바위 담마칙령 Nb13

전에는 담마마하마타(법대관)가 없었다. 내가 왕위에 오른지 13년이 되었을 때에, 그들을 처음으로 임명하였다. 그들은 모든 종교 교단의 수행자들 사이에서 담마를 수립하기 위해, 담마를 증진시키기 위해, 그리고 담마에 헌신하는 사람들 즉 야바나, 캄보자, 간다라, 라스티카, 피티나카 사람들 사이에서도 그리고 서방 변경인 아파란타에 사는 사람들 사이에서도 그들의 복지와 행복을 위해 일한다. 담마마하마타는 하인과 귀족, 브라만과 장자들, 가난한 사람과 노인들, 담마에 헌신하는 사람들 사이에서 이들의 삶의 어려움을 제거하고, 복지와 행복을 얻기 하기 위해 일한다.— 바위 담마칙령 Nb5

칙령 13의 일부가 그리스어로 발견되었으며 그리스어와 아람어로 작성된 완전한 칙령이 칸다하르에서 발견되었다. 정교한 철학적 용어를 사용하며 높은 수준의 고전 그리스어로 작성된 이 칙령에서 아소카는 프라크리트어로 작성된 다른 칙령에 쓰여져 있는 "다르마"를 번역할 그리스어 단어로 신앙심을 의미하는 에우세베이아(코이네 그리스어: εὐσέβεια)를 사용하였다.
10년의 재위 기간이 흐르고 피야다시(아소카) 왕은 신앙심(εὐσέβεια, 에우세베이아)을 사람들에게 전파하였다. 그리고 이 순간부터 그는 사람들을 더 경건하게 만들었고 모든 것이 전 세계에서 번성하였다. 그리고 왕은 살아있는 존재를 (죽이는) 것을 삼가고, 다른 사람들과 왕의 사냥꾼과 어부들은 사냥을 그만두었다. 그리고 만약 어떤 사람들이 부절제했다면, 그들은 그들의 부절제한 힘을 버렸다. 아버지와 어머니, 장로들에게 순종하고 미래에도 과거와는 반대로 행동하면 더 잘하고 더 행복하게 살 것이다.— G.P. 카라텔리의 번역

#### 서방으로의 불교 전파 (기원전 250년)

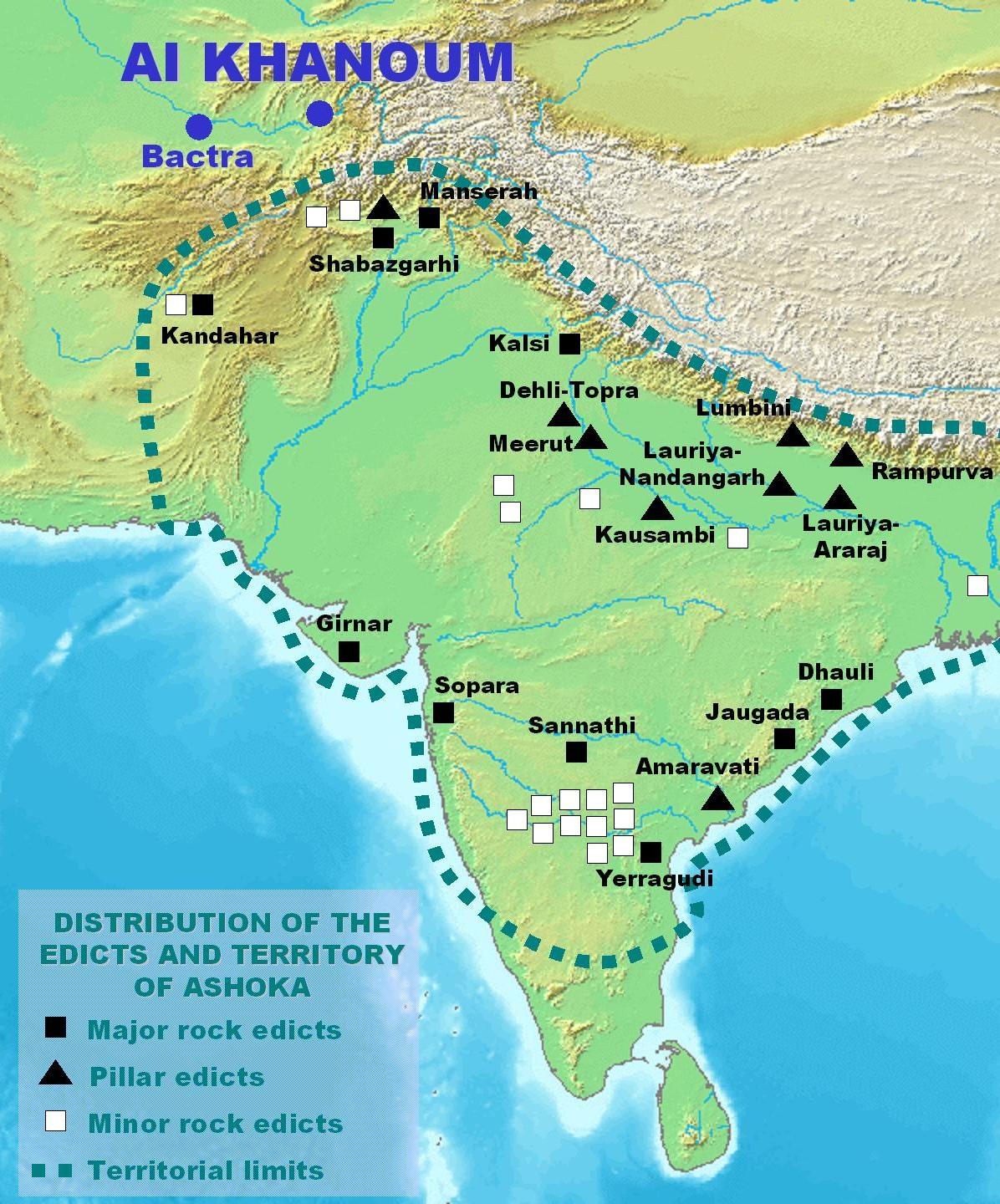
아소카의 칙령 분포도
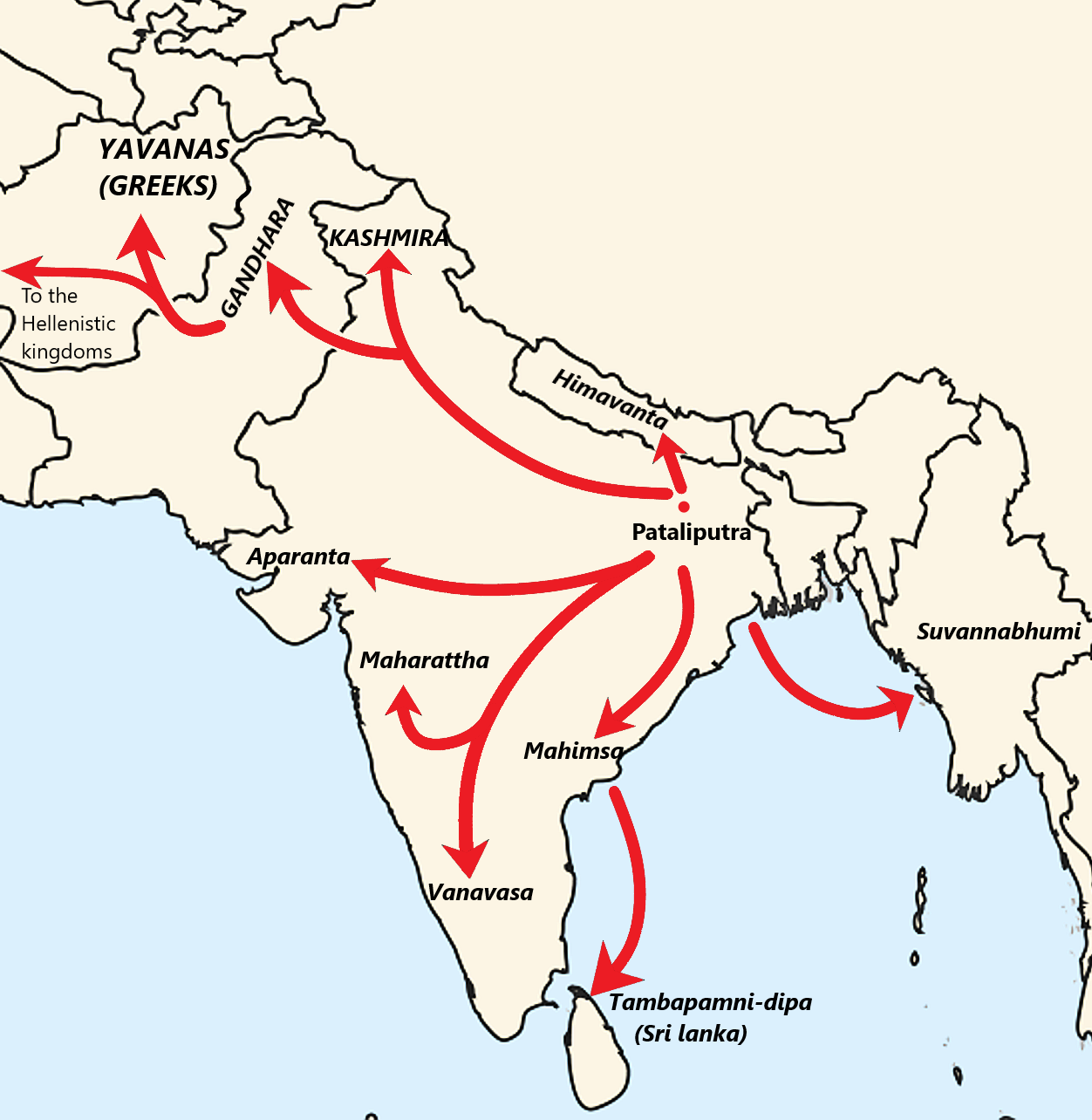
아소카 치세의 불교 전파 지도
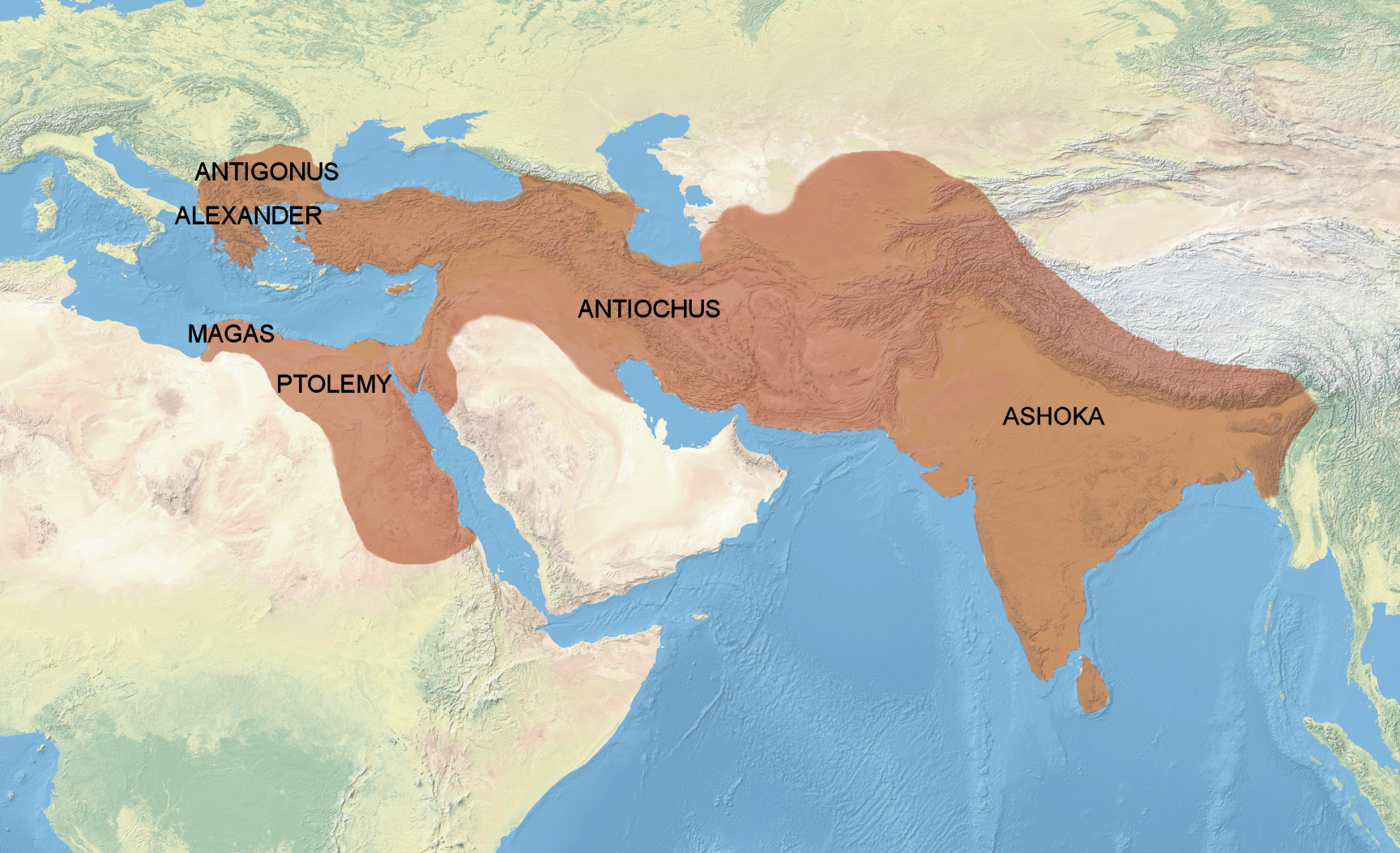
바위 담마칙령 제13호가 전하고 있는, 아소카 재위(260–232 BCE) 당시 '담마'로써 정복한 지역들.

아소카는 자신이 복지를 전파하기 위해 지중해까지 헬레니즘 세계의 왕들과 인도 전역의 사람들에게 사절단과 약초를 보냈다고 설명하면서 그가 말하는 '다르마'가 모든 영토에서도 이루어졌다고 주장했다. 그는 칙령에서 알렉산드로스 대왕의 정복 사업을 계승한 당시의 헬레니즘 통치자들을 박트리아에서 그리스, 북아프리카에 이르기까지 모두 파악하고 그 이름을 열거하였으며, 그들을 '다르마의 수혜자'로 불렀다. 이는 당시 아소카가 현지 지역에 대한 정세를 분명하게 파악하고 있었음을 보여준다.
자비로운 왕은 담마에 의한 정복을 가장 훌륭한 정복이라고 생각한다. 자비로운 왕은 그의 영토에서뿐만 아니라 국경 지방의 사람들과 심지어는 6백 요자나(yojana) 거리만큼 멀리 떨어져 있는 모든 나라 사람들에게서도 이런 담마에 의한 정복을 성취해 왔다. 그 나라들은 암티요카라는 이름의 요나 왕과 암티요카의 영토 그 너머의 땅에 사는 투라마야, 앙티키니, 마카, 그리고 알리카수다라라는 이름의 네 왕들의 나라이다. 그리고 남쪽으로는 초다(Cholas), 판디아(Pandyas), 그리고 탕바팡니(Tamraparni) 나라만큼 멀리까지이다.
— 바위 담마 칙령 No.13.

600 요자나의 거리(4,800 ~ 6,000 마일)는 대략 인도와 그리스 사이의 거리에 해당한다.
아소카 석주에서 안티오코스는 "Amtiyoge nama Yona-raja"("안티오코스라는 이름의 그리스 왕"이라는 뜻이다)라고 불리는데, 그 밖에 네 명의 다른 군주들은 비문에서 "param ca tena Atiyogena cature 4 rajani Tulamaye nama Amtekine nama Makā nama Alikasudaro nama" ("그리고 안티오코스 너머, 네 명의 군주들 즉 프톨레마이오스라는 이름의, 안티고노스라는 이름의, 마가스라는 이름의, 알렉산드로스라는 이름의").로 표기되고 있다.
- 암티야카(Amtiyaka) (𑀅𑀁𑀢𑀺𑀬𑀓)/암티요가(Amtiyoga, 𑀅𑀁𑀢𑀺𑀕) - 시리아의 왕 안티오코스 2세(기원전 261년–246년)를 일컫는 말로, 기원전 305년부터 250년까지 시리아 동쪽에 존속했던 셀레우코스 제국을 다스렸던, 아소카의 직접적인 이웃이었다.[173][174]
- 투라마야(Tulamāya) (𑀢𑀼𑀭𑀫𑀸𑀬) - 이집트의 파라오 프톨레마이오스 2세(기원전 285년–247년)로, 알렉산드로스 1세의 장군이었던 프톨레마이오스 1세가 이집트에 세운 왕조의 왕이다.[173][174]
- 암티키니(Amtekina) (𑀅𑀁𑀢𑁂𑀓𑀺𑀦) - 마케도니아의 왕 안티고노스 2세 고나타스(기원전 278년–239년)를 가리킨다.[173][174]
- 마카(Makā) (𑀫𑀓𑀸) - 키레네의 왕 마가스(기원전 300–258)를 가리킨다.[173][174]
- 알리카수다라(Alikyaṣadala) (𑀅𑀁𑀮𑀺𑀱𑀤𑀮) - 알렉산드로스 2세 에페이로스(기원전 272년–258년)를 가리킨다.[173][174]

아소카의 바위 담마 칙령 13호에 언급된 모든 왕들은 유명한 헬레니즘 통치자들로서 아소카와 동시대에 해당한다.
그리스측의 기록에는 아소카 대제가 그의 석주 속 비문에서 밝힌 바와 같이 그리스 방면으로 파견된 이들 특사단(법대관)이 실제로 받아들여졌는지, 아니면 헬레니즘 세계에 어느 정도의 영향을 끼쳤는지는 명확하지 않다. 그러나 그리스 문자와 그리스 철학적 언어로 된 칙령의 존재는 칸다하르에 존재했던 헬레니즘 공동체가 고도의 정교함을 지녔으며, 그리스 지식인과 인도 사상 사이에 진정한 의사소통이 이루어졌음을 증명한다. 프랑스의 그리스 및 이집트사 학자 루이스 로버트(Louis Robert)는 인도 문화에 매우 익숙했던 칸다하르 지역의 그리스 교민들이 셀레우키아, 안티오키아, 알렉산드리아, 펠라 또는 키레네에서 차례로 인도 사상을 지중해 세계의 헬레니즘 철학계에 전달했을 가능성이 상당히 높다고 하였다. 그는 아소카의 바위 담마 칙령 제13호에 따라 서부 헬레니즘 지역으로 파견된 유명한 아소카의 전법 사절단이 그 사행 임무를 수행할 충분한 능력을 가진 칸다하르의 그리스인 교민과 칸다하르 주민으로 이루어져 있었다고 주장하였다.
또한 아소카는 인간과 동물을 위한 약초의 개발을 장려하였다.
자비로운 피야다시 왕의 왕국 어디에서나 마찬가지로 국경 너머 사람들에게도, 즉 초다(Chodas), 판디아(Pandyas), 사티야푸타(Satiyaputa) 케랄라푸타(Kelalaputa), 그리고 저 멀리는 탐라파르니(Tamraparni)까지, 그리고 암티요카라고 부르는 야바나 왕에게까지, 그리고 암티요카 왕의 이웃 왕들에게까지, 어디든지 자비로운 피야다시 왕은 두 가지 종류의 의료 진료소를 설립하였다. 사람을 위한 의료 진료소와 동물을 위한 의료 진료소이다.
사람과 동물에게 적합한 약초를 구할 수 없는 곳은 어디든지 약초를 가져다가 심도록 하였다. 어디든지 약초 뿌리나 약초 열매를 구할 수 없는 곳은 그것들을 가져다가 심도록 하였다. 사람과 동물들의 이익을 위해 길을 따라 우물을 파고 나무를 심게 하였다. (바위 담마칙령 No. 2)

다르마라크시타와 같은 아소카의 사절 중 일부는 팔리어 문헌에서 불교 개종에 적극적인 그리스인("요나") 승려로 묘사되기 때문에 인도의 그리스인은 불교 전파에 적극적인 역할을 한 것으로 추정된다.(XII 마하밤사).

#### 수바가세나와 안티오코스 3세 (기원전 206년)
소파가세누스는 기원전 3세기 인도 마우리아의 통치자로 고대 그리스 문헌에 언급되어 있으며 프라크리트어 문헌에서 수바가세나 또는 수바샤세나로 명명되었다. 그의 이름은 마우리아 왕자 명단 및 프라드윰나의 후손인 야다바 왕조 명단에도 언급되어 있다. 그는 아소카 또는 아소카의 아들 쿠날라의 손자일 가능성이 있다. 그는 아마도 간다라에 있는 힌두쿠시의 남쪽 지역을 통치하였던 것으로 보인다. 셀레우코스 제국의 바실레우스 안티오코스 3세는 박트리아에서 에우티데무스와 평화 조약을 맺은 후, 기원전 206년에 인도로 방문하여 그곳에서 인도 왕과의 우정을 회복했다고 한다.
그(안티오코스)는 코카서스를 건너 인도로 내려와 인도인의 왕 소파가세누스와의 우정을 회복했고 더 많은 코끼리를 받아 총 150마리로 충원한 후 그는 자신의 군대를 이끌고 회군하였으며, 소파가세누스가 그에게 주기로 약속한 보물을 가져오는 일을 키지쿠스의 안드로스테네스에게 맡겼다.— 폴리비우스 11.39

#### 데메트리오스 1세의 마우리아 침공 (기원전 185년)
기원전 185년, 인도 북서부(현대 아프가니스탄과 파키스탄의 일부)는 그리스-박트리아 국왕 데메트리오스(다르마미타)에게 점령되었고, 이어서 푸시야미트라 숭가 장군이 마우리아 왕조를 전복시켰다. 마우리아는 그리스와 외교 동맹을 맺었으며 그리스-박트리아인에 의해 동맹국으로 간주되었을 가능성이 있다. 스리랑카 승려 바드라에 따르면 브리하드라타는 데메트리오스의 딸인 베레니사(팔리어 문헌에서 수바른나키시라는 이름으로 등장함)과 결혼하였다고 한다. 이렇게 마우리아와 우호적인 관계를 유지하던 그리스-박트리아 왕국이 마우리아를 침공한 이유는 불명이다. 다만 그리스-박트리아가 인도의 그리스인들을 보호하기 위한 목적으로 마우리아를 침공했을 가능성은 있다. 데메트리오스는 카불 계곡과 펀자브 일부 지역을 자신의 영토로 삼았으나 곧 박트리아로 돌아가 유크라티데스 1세로 추정되는 세력과 치열한 전투를 벌여야 했다.
파탈리푸트라의 야바나 침공설은 유가 푸라나에 기반을 두고 있으며, 예언서에 기록된 경전은 다르마미타 왕의 원정에 대해 다음과 같이 설명하고 있다.
1. 그런 다음, 사악하고 용감한 야바나들은 사게타와 판찰라, 마투라를 걸쳐 쿠수마드바자(파탈리푸트라)에 도달할 것이다.
2. 그런 다음, 푸슈파푸라(파탈리푸트라)에 도달하고 그 유명한 진흙(성벽)이 무너지면 모든 영역이 무질서해질 것이며 이는 의심의 여지가 없다.
3. 그런 다음, 마침내 나무로 된 무기로 이루어진 대전쟁이 발생할 것이며, 그곳에는 가장 사악하고 불명예스럽고 불의한 사람들이 있을 것이다.
— 유가 푸라나

### 아누라다푸라 왕국과의 관계
기원전 3세기 스리랑카의 아누라다푸라 왕국에 데바남피야 티샤 왕이 집권하던 시절, 아소카 황제의 아들이자 상좌부 불교의 장로인 마힌다가 아소카의 명령으로 스리랑카를 방문하면서 스리랑카에 불교가 포교되었다. 데바남피야 티샤 왕은 바로 불교에 귀의하였으며, 아누라다푸라에 마힌다 장로를 위한 대승원을 세웠는데, 이것이 바로 훗날 대사파의 기원이 되었다. 대사의 창건은 상좌부 불교 역사에서 가장 중요한 역사적 사건이다. 현재의 남방 상좌부 불교 모두가 마힌다의 대사 창건에 그 기원을 두고 있다.

### 타밀라캄왕국들과의 관계
남인도, 그 중에서도 타밀 3왕국(판디아, 체라, 촐라)이 위치한 타밀라캄은 인도 영토 대부분을 정복한 마우리아 제국이 정복하지 못한 유일한 지역이었다. 물론 마우리아 제국에서 이 지역을 한 번도 침략하지 않은 것은 아니었다. 상감 문학의 유명한 타밀 시인 마물라나르(Mamulanar)는 어떻게 마우리아 군대가 카르나타카 군대를 이용해 타밀 국가를 구성하는 데칸고원 남부를 침공했는지에 대해 설명하고 있는데, 마물라나르는 바두가르(타밀나두의 북쪽에 있는 안드라-카르나타카 지역에 거주한 사람들)가 마우리아 군대의 선봉대를 형성했다고 설명하였다. 또 다른 타밀 상감 문학 문헌에서는 남인도 동맹국과 함께한 마우리아인의 침략과 오늘날 타밀나두주 티루넬벨리구에 있는 포디일 언덕에서 경쟁자들의 패배에 대해서 언급하고 있다. 그러나 찬드라굽타 마우리아가 타밀라캄 지역을 군사적으로 정복하는데 성공했다는 뚜렷한 증거는 없다. 2대 황제인 빈두사라 역시 이 지역을 정복하지 않았다.
3대 황제인 아소카의 칙령 및 석주에서는 마우리아 제국과 이들 남인도 타밀라캄 국가들과의 관계가 보다 상세히 묘사되고 있는데, 촐라의 경우 기원전 3세기의 아소카 칙령에서 남쪽에 존재하는 이웃 국가 중 하나로 언급되고 있으며, 기원전 273년부터 기원전 232년까지 새겨진 아소카 석주 비문에서는 아소카에게 종속되지는 않지만 그와 우호적인 관계를 맺고있는 왕국들 중 하나라고 언급된다. 또한 아래의 비문을 통해 아소카가 이 지역에 불교 전파를 시도했다는 것을 알 수 있다.
자비로운 왕은 담마에 의한 정복을 가장 훌륭한 정복이라고 생각한다. 자비로운 왕은 그의 영토에서뿐만 아니라 국경 지방의 사람들과 심지어는 6백 요자나(yojana) 거리만큼 멀리 떨어져 있는 모든 나라 사람들에게서도 이런 담마에 의한 정복을 성취해 왔다. 그 나라들은 암티요카라는 이름의 요나 왕과 암티요카의 영토 그 너머의 땅에 사는 투라마야, 앙티키니, 마카, 그리고 알리카수다라라는 이름의 네 왕들의 나라이다. 그리고 남쪽으로는 초다(Cholas), 판디아(Pandyas), 그리고 탕바팡니(Tamraparni) 나라만큼 멀리까지이다.
— 바위 담마 칙령 No.13.

한편 아소카가 남인도 지역을 끝까지 정복하려 했다는 공식적인 기록은 현재까지 찾아볼 수 없으며, 아소카 치세의 마우리아 제국은 남인도의 촐라, 판디아, 사티야푸트라, 케랄라푸트라와 같은 국가들과 우호적인 관계를 유지했을 것으로 추정된다.

## 역대 황제
| 초상 | 이름                  | 생몰년도             | 재위기간             | 가문       | 비고                                                                          |
| ---- | --------------------- | -------------------- | -------------------- | ---------- | ----------------------------------------------------------------------------- |
|      | 찬드라굽타 마우리아   | ? ~ 기원전 293년     | 기원전 321년 ~ 298년 | 마우리아가 | 마우리아 제국의 창건자                                                        |
|      | 빈두사라 마우리아     | 기원전 320년 ~ 273년 | 기원전 298년 ~ 273년 | 마우리아가 | 찬드라굽타 마우리아의 아들                                                    |
|      | 아소카 마우리아       | 기원전 304년 ~ 232년 | 기원전 273년 ~ 232년 | 마우리아가 | 마우리아 제국의 최전성기를 이끈 황제이자 차크라바르틴(전륜성왕)의 역사적 모델 |
|      | 다사라타 마우리아     | 기원전 252년 ~ 224년 | 기원전 232년 ~ 224년 | 마우리아가 |                                                                               |
|      | 삼프라티 마우리아     | ?                    | 기원전 224년 ~ 215년 | 마우리아가 |                                                                               |
|      | 살리수카 마우리아     | ?                    | 기원전 215년 ~ 202년 | 마우리아가 |                                                                               |
|      | 데바바르만 마우리아   | ?                    | 기원전 202년 ~ 195년 | 마우리아가 |                                                                               |
|      | 사타단반 마우리아     | ?                    | 기원전 195년 ~ 187년 | 마우리아가 |                                                                               |
|      | 브리하드라타 마우리아 | ?                    | 기원전 187년 ~ 185년 | 마우리아가 | 마우리아 제국의 마지막 황제                                                   |

## 같이 보기
- 마우리아가
- 마우리아 황제
- 아소카의 기둥
- 아소카의 칙령
- 푸샤미트라

### 설명주
1. ↑  오늘날 군사령관 또는 지휘관에 해당하는 직책이다.
2. ↑  타밀라캄 지역에 존재하던 촐라국(Chola nadu)을 가리킨다.
3. ↑  타밀라캄 지역에 존재하던 판디아국(Pandya nadu)을 가리킨다.
4. ↑  스리랑카 최초의 국가인 탐바판니 왕국을 가리킨다.
5. ↑  타밀 지역을 지배하던 아티야만 네두만 안치(Athiyamān Nedumān Añci)로 추정된다.
6. ↑  당시 인도 서남부의 케랄라 주에 존재하던 체라국(Cheranadu)을 가리키며 오늘날에는 케랄라 주의 프라크리트어 표기로도 사용되고 있다.
7. ↑  타밀라캄 지역에 존재하던 촐라국(Chola nadu)을 가리킨다.
8. ↑  타밀라캄 지역에 존재하던 판디아국(Pandyanadu)을 가리킨다.
9. ↑  스리랑카 최초의 국가인 탐바판니 왕국을 가리킨다.

1. ↑  Bronkhorst (2011):
  - This incorporation into a larger empire, first presumably by the Nandas, then by the Mauryas, took away all the respect and privileges that Brahmins had so far enjoyed, and might have meant the disappearance of Brahmins as a distinct group of people. The reason [110] why this did not happen is that Brahmanism reinvented itself. Deprived of their earlier privileges, Brahmins made an effort to find new ways to make themselves indispensable for rulers, and to gain the respect of others."
  - "It [118] was because of the Maurya empire that Brahmanism had to reinvent itself. It was because of that empire that Brahmanism transformed itself from a ritual tradition linked to local rulers in a relatively restricted part of India into a socio-political ideology that succeeded in imposing itself on vast parts of South and Southeast Asia, together covering an area larger than the Roman empire ever had."
2. ↑  아소카의 비문에는 촐라가 복수로 나와 있는데, 이는 그의 시대에 촐라가 한 개 이상 있었음을 암시한다.[194]

### 참조주
1. ↑  Hermann Kulke 2004, 69-70쪽.
2. ↑  Stein, Burton (2010), 《A History of India》, John Wiley & Sons, 74쪽, ISBN 978-1-4443-2351-1, In the past it was not uncommon for historians to conflate the vast space thus outlined with the oppressive realm described in the Arthashastra and to posit one of the earliest and certainly one of the largest totalitarian regimes in all of history. Such a picture is no longer considered believable; at present what is taken to be the realm of Ashoka is a discontinuous set of several core regions separated by very large areas occupied by relatively autonomous peoples.
3. ↑  Ludden, David (2013), 《India and South Asia: A Short History》, Oneworld Publications, 28–29쪽, ISBN 978-1-78074-108-6Quote: "A creative explosion in all the arts was a most remarkable feature of this ancient transformation, a permanent cultural legacy. Mauryan territory was created in its day by awesome armies and dreadful war, but future generations would cherish its beautiful pillars, inscriptions, coins, sculptures, buildings, ceremonies, and texts, particularly later Buddhist writers."
4. 1 2 3  Coningham, Robin; Young, Ruth (2015), 《The Archaeology of South Asia: From the Indus to Asoka, c.6500 BCE – 200 CE》, Cambridge University Press, 451–466쪽, ISBN 978-1-316-41898-7
5. ↑  Coningham, Robin; Young, Ruth (2015), 《The Archaeology of South Asia: From the Indus to Asoka, c.6500 BCE – 200 CE》, Cambridge University Press, 453쪽, ISBN 978-1-316-41898-7
6. ↑  Dyson, Tim (2018), 《A Population History of India: From the First Modern People to the Present Day》, Oxford University Press, 16–17쪽, ISBN 978-0-19-882905-8, Magadha power came to extend over the main cities and communication routes of the Ganges basin. Then, under Chandragupta Maurya (c.321–297 bce), and subsequently Ashoka his grandson, Pataliputra became the centre of the loose-knit Mauryan 'Empire' which during Ashoka's reign (c.268–232 bce) briefly had a presence throughout the main urban centres and arteries of the subcontinent, except for the extreme south.
7. ↑  Smith, Vincent Arthur (1920), 《The Oxford History of India: From the Earliest Times to the End of 1911》, Clarendon Press, 104–106쪽
8. ↑  Majumdar, R. C.; Raychaudhuri, H. C.; Datta, Kalikinkar (1950), 《An Advanced History of India》 Seco판, Macmillan & Company, 104쪽
9. 1 2  Schwartzberg, Joseph E. A Historical Atlas of South Asia , 2nd ed. (University of Minnesota, 1992), Plate III.B.4b (p.18 보관됨 2024-12-04 - 웨이백 머신) and Plate XIV.1a-c (p.145 보관됨 2021-02-24 - 웨이백 머신) |url=https://dsal.uchicago.edu/reference/schwartzberg/ |date=26 January 2021
10. 1 2 3  Dyson, Tim (2018), 《A Population History of India: From the First Modern People to the Present Day》, Oxford University Press, 24쪽, ISBN 978-0-19-882905-8 Quote: "Yet Sumit Guha considers that 20 million is an upper limit. This is because the demographic growth experienced in core areas is likely to have been less than that experienced in areas that were more lightly settled in the early historic period. The position taken here is that the population in Mauryan times (320–220 bce) was between 15 and 30 million—although it may have been a little more, or it may have been a little less."
11. 1 2 3  Bronkhorst, Johannes; Flood, Gavin (July 2020). 《The Oxford History of Hinduism: Hindu Practice》 (영어). Oxford University Press. 68쪽. ISBN 978-0-19-873350-8.
12. 1 2  Long, Jeffery D. (2020년 4월 15일). 《Historical Dictionary of Hinduism》 (영어). Rowman & Littlefield. 255쪽. ISBN 978-1-5381-2294-5.
13. ↑  Smith, vincent A. (1981). 《The Oxford History Of India Part. 1-3, Ed. 4th》. Oxford University Press. 99쪽. the only direct evidence throwing light ....is that of Jain tradition. ...it may be that he embraced Jainism towards the end of his reign. ...after much consideration I am inclined to accept the main facts as affirmed by tradition .... no alternative account exists.
14. ↑  Dalrymple, William (2009년 10월 7일). 《Nine Lives: In Search of the Sacred in Modern India》 (영어). Bloomsbury Publishing. ISBN 978-1-4088-0341-7. It was here, in the third century BC, that the first Emperor of India, Chandragupta Maurya, embraced the Jain religion and died through a self-imposed fast to the death,......
15. ↑  Keay, John (1981). 《India: A History》 (영어). Open Road + Grove/Atlantic. 85–86쪽. ISBN 978-0-8021-9550-0.
16. ↑  Nath sen, Sailendra (1999). 《Ancient Indian History and Civilization》. Routledge. 164쪽. ISBN 9788122411980.
17. ↑  Omvedt, Gail (2003년 8월 18일). 《Buddhism in India: Challenging Brahmanism and Caste》 (영어). SAGE Publications. 119쪽. ISBN 978-0-7619-9664-4.
18. ↑  Boyce, Mary; Grenet, F. (January 1991). 《A History of Zoroastrianism, Zoroastrianism under Macedonian and Roman Rule》 (영어). BRILL. 149쪽. ISBN 978-90-04-29391-5.
19. ↑  Keay, John (2000). 《India: A History》. Grove Press. 82쪽. ISBN 978-0-8021-3797-5.
20. 1 2 3 4 5 6  R. K. Mookerji 1966.
21. ↑  "셀레우코스 1세는 아라코시아(칸다하르), 게드로시아(발로치스탄), 파로파미사다에(또는 간다라)의 영토를 양도하였다. 아리아(헤라트)는 "스트라보의 통과에 대한 잘못된 평가와 플리니우스의 진술에 근거하여... 일부 학자에 의해 양도된 사트라피의 목록에 잘못 포함되었다"(Raychaudhuri & Mukherjee 1996, p. 594).
22. ↑  John D Grainger 2014.
23. ↑  스트라보의 보고서는 제국의 최서부 영토가 힌두쿠시 남동부에서 칸다하르 지역을 거쳐 남쪽으로 발루치스탄 해안까지 확장해 채 뻗어있다고 표시하고 있다. (Raychaudhuri & Mukherjee 1996, p. 594).
24. ↑  스리랑카와 인도 최남단 지역(오늘날 타밀나두주와 케랄라주)은 독립을 유지했다.(Schwartzberg 1992, p. 18; Kulke & Rothermund 2004, p. 68).
25. ↑  한때 제국이 최남단을 제외한 인도 아대륙 대부분을 직접 통치했다고 여겨졌지만, 최근엔 그 핵심 지역이 상대적으로 자율적인 대규모 부족 지역(특히 데칸 반도)으로 분리된 것으로 여겨진다. (Kulke & Rothermund 2004, p. 68–71, as well as Stein 1998, p. 74). "데칸의 대부분은 [마우리아 정부]에 의해 통치되었다. 그러나 네르부다, 고다바리, 마하나디 상류 사이의 지방 토지의 일정 구역은 엄밀히 말해 기술적으로 완전히 제국의 경계에서 벗어나 있었다. 아소카는 분명히 숲에 거주하는 사람, 자치 구역에 거주하는 부족, 일부 특별 칙령이 내려진 영토에 거주하는 사람들을 구분하고 있다. 특정 가신 부족은 구체적으로 언급되어 있다." (Raychaudhuri & Mukherjee pp. 275–6)
26. ↑  앞서 난다 왕조에게 정복당했던 칼링가는 이후 기원전 260년 아소카에게 다시 정복당할 때까지 해방되었다. (Raychaudhuri & Mukherjee, pp. 204–209, pp. 270–271)
27. ↑  Bhandari, Shirin (2016년 1월 5일). “Dinner on the Grand Trunk Road” (미국 영어). Roads & Kingdoms. 2016년 7월 19일에 확인함.
28. 1 2  Hermann Kulke 2004.
29. ↑  “What is the meaning of 24 spokes of Ashok Chakra?”. 《Jagranjosh.com》. 2019년 8월 13일. 2020년 8월 9일에 확인함.
30. ↑  “Independence Day Special: Evolution of the Indian flag”. 《indiatoday.in》.
31. 1 2 3 4 5  Irfan Habib & Vivekanand Jha 2004, 14쪽.
32. ↑  Singh, Upinder (2008). 《A History of Ancient and Early Medieval India: From the Stone Age to the 12th Century》 (영어). Pearson Education India. ISBN 9788131716779.
33. ↑  《Annual Report Of Mysore 1886 To 1903》.
34. ↑  《Epigraphia Indica Vol.20》 (영어). Achaeological Survey of India. 1920. 80쪽.
35. ↑  D. C. Sircar (1968). 〈The Satavahanas and the Chedis〉.   R. C. Majumdar. 《The Age of Imperial Unity》. Bharatiya Vidya Bhavan. 215쪽.
36. ↑  R. K. Mookerji 1966, 14쪽.
37. ↑  R. K. Mookerji 1966, 15쪽.
38. ↑  H. C. Raychaudhuri 1988, 140쪽.
39. ↑  R. K. Mookerji 1966, 8쪽.
40. ↑  Hermann Kulke 2004, 69–70쪽.
41. ↑  "안드로코투스는 어렸을 때 알렉산드로스를 만났고, 우리는 알렉산드로스가 자신의 저속함과 낮은 출생으로 인해 미움과 경멸을 받았기 때문에 알렉산드로스가 자신을 나라의 주인으로 삼을 수 있던 기회를 아쉽게 놓쳤다는 말을 종종 들었다."플루타르코스 영웅전 62-3 Plutarch 62-3
42. ↑  Sugandhi, Namita Sanjay (2008). 《Between the Patterns of History: Rethinking Mauryan Imperial Interaction in the Southern Deccan》. 88–89쪽. ISBN 9780549744412.[깨진 링크(과거 내용 찾기)]
43. ↑  Nath sen, Sailendra (1999). 《Ancient Indian History and Civilization》. Routledge. 162쪽.
44. ↑  Mookerji, Radhakumud (1966). 《Chandragupta Maurya and His Times》 (영어). Motilal Banarsidass. 27쪽. ISBN 9788120804050.; Mookerji, Radha Kumud (1957). 〈The Foundation of the Mauryan Empire〉.   K. A. Nilakanta Sastri. 《A Comprehensive History of India, Volume 2: Mauryas and Satavahanas》. Orient Longmans. 4쪽.: "무드라라크샤사는 찬드라굽타의 히말라야 동맹이 그에게 혼성 군대를 주었다는 것을 우리에게 더 알려준다 ... 이들 중에는 사카, 야바나(아마도 그리스인), 키라타, 캄보자, 파리시카 및 바흘리카가 언급된다."
45. ↑  Shashi, Shyam Singh (1999). 《Encyclopaedia Indica: Mauryas》 (영어). Anmol Publications. 134쪽. ISBN 9788170418597.: "찬드라굽타가 난다에 대항하여 투쟁하는 것을 도운 사람들 중에는 사카(스키타이인), 야바나(그리스인), 파라시카(페르시아인)가 있다."
46. ↑  Chandragupta Maurya and His Times, Radhakumud Mookerji, Motilal Banarsidass Publ., 1966, p.26-27 Mookerji, Radhakumud (1966). 《Chandragupta Maurya and His Times》. ISBN 9788120804050. 27 November 2016에 원본 문서에서 보존된 문서. 26 November 2016에 확인함.
47. ↑  Sir John Marshall, "Taxila", p. 18 et passim
48. ↑  K. A. Nilakanta Sastri (ed., 1967), Age of the Nandas and Mauryas, p.147
49. 1 2 3 4 5 6  Paul J. Kosmin 2014.
50. ↑  《From Polis to Empire, the Ancient World, C. 800 B.C.-A.D. 500》. Greenwood Publishing. 2002. ISBN 0313309426. 2019년 8월 16일에 확인함.
51. ↑  Kosmin 2014.
52. ↑  Kistler, John M. (2007). 《War Elephants》. University of Nebraska Press. 67쪽. ISBN 978-0803260047. 2019년 8월 16일에 확인함.
53. ↑  Kangle, R. P. (1986). 《War Elephants》 (영어). Motilal Banarsidass Publ. ISBN 978-81-208-0041-0.
54. ↑  s, deepak (2016년 10월 25일). 《Indian civilization》 (영어). deepak shinde.
55. ↑  s, deepak (2016년 10월 25일). 《Indian civilization》 (영어). deepak shinde.
56. ↑  Paul J. Kosmin 2014, 38쪽.
57. ↑  Arrian. 〈Book 5〉. 《Anabasis》. 메가스테네스는 아라코시아의 사트라프 시비르티우스와 함께 살면서 인도인의 왕 산드라코투스를 방문했다는 이야기를 자주 한다.
58. ↑  "In the royal residences in India where the greatest of the kings of that country live, there are so many objects for admiration that neither Memnon's city of Susa with all its extravagance, nor the magnificence of Ectabana is to be compared with them. ... In the parks, tame peacocks and pheasants are kept." Aelian, Characteristics of animals book XIII, Chapter 18, also quoted in The Cambridge History of India, Volume 1, p411
59. ↑  Romila Thapar (1961), Aśoka and the decline of the Mauryas, Volume 5, p.129, Oxford University Press. "아케메네스 이란과 마우리아 인도의 특정 건물의 건축학적 근접성은 많은 논평을 불러일으켰다. 파탈리푸트라의 왕궁은 가장 놀라운 예로 수사, 엑바타나 및 페르세폴리스의 궁전과 비교되었다."
60. 1 2  Singh, Upinder (2008). 《A History of Ancient and Early Medieval India: From the Stone Age to the 12th Century》 (영어). Pearson Education India. ISBN 9788131716779.
61. 1 2 3 4  Upinder Singh 2008.
62. ↑  Chatterjee, Suhas (1998). 《Indian Civilization and Culture》 (영어). M.D. Publications. ISBN 9788175330832.
63. ↑  Dikshitar, V. R. Ramachandra (1993). 《The Mauryan Polity》 (영어). Motilal Banarsidass. ISBN 9788120810235.
64. ↑  (Raychaudhuri & Mukherjee 1996, pp. 204-209, pp. 270–271)
65. ↑  Roy, K. (2015). 《Military Manpower, Armies and Warfare in South Asia》. Warfare, Society and Culture. Taylor & Francis. 15쪽. ISBN 978-1-317-32128-6. 2019년 6월 28일에 확인함.
66. 1 2  Geoffrey Samuel 2010.
67. 1 2  Romila Thapar 2004.
68. ↑  Srinivasachariar 1974.
69. ↑  Vincent Arthur Smith (1920). 《Asoka, the Buddhist emperor of India》. Oxford: Clarendon Press. 18–19쪽. ISBN 9788120613034.
70. ↑  Rajendralal Mitra (1878). “On the Early Life of Asoka”. 《Proceedings of the Asiatic Society of Bengal》 (Asiatic Society of Bengal): 10.
71. ↑  Motilal Banarsidass (1993). 〈The Minister Cāṇakya, from the Pariśiṣtaparvan of Hemacandra〉.   Phyllis Granoff. 《The Clever Adulteress and Other Stories: A Treasury of Jaina Literature》. 204–206쪽.
72. 1 2  Alain Daniélou 2003.
73. ↑  Kistler, John M. (2007). 《War Elephants》. University of Nebraska Press. 67쪽. ISBN 978-0803260047. 2019년 8월 16일에 확인함.
74. ↑  Dineschandra Sircar 1971.
75. ↑  William Woodthorpe Tarn (2010). 《The Greeks in Bactria and India》. Cambridge University Press. 152쪽. ISBN 9781108009416.
76. ↑  Mookerji Radhakumud (1962). 《Asoka》. Motilal Banarsidass. 8쪽. ISBN 978-81-208-0582-8. 2018년 5월 10일에 원본 문서에서 보존된 문서.
77. ↑  Alain Daniélou 2003, 109쪽.
78. ↑  Eugène Burnouf (1911). 《Legends of Indian Buddhism》. New York: E. P. Dutton. 59쪽.
79. ↑  최현우 (2018). 《고대인도왕국·무굴제국(생각하는 힘 세계사컬렉션)》. 살림출판사. 23쪽. ISBN 9788952238511.
80. 1 2 3 4  S. N. Sen 1999.
81. ↑  "세 명의 그리스 대사가 알려져 있다: 찬드라굽타 시대 대사 메가스테네스, 찬드라굽타 아들 빈두사라 시대의 대사 데이마코스, 프톨레마이오스 필라델푸스가 빈두사라의 아들 아소카 궁정에 보낸 디오니시우스", McEvilley, p.367
82. ↑  India, the Ancient Past, Burjor Avari, pp. 108–109
83. ↑  마이클 우드 (2018). 《BBC 인도이야기 한 권으로 읽는 인도의 모든 것》. 살림출판사. 134~135쪽. ISBN 9788952239938.
84. ↑  Arthur Llewellyn Basham, History and doctrines of the Ājīvikas: a vanished Indian religion, pp. 138, 146
85. ↑  Anukul Chandra Banerjee, Buddhism in comparative light, p. 24
86. ↑  Beni Madhab Barua, Ishwar Nath Topa, Ashoka and his inscriptions, Volume 1, p. 171
87. ↑  Kashi Nath Upadhyaya (1997). 《Early Buddhism and the Bhagavadgita》. Motilal Banarsidass. 33쪽. ISBN 9788120808805.
88. ↑  Fitzedward Hall, 편집. (1868). 《The Vishnu Purana》 IV. Trübner & Co. 188쪽.
89. ↑  최현우 (2018). 《고대인도왕국·무굴제국(생각하는 힘 세계사컬렉션)》. 살림출판사. 24쪽. ISBN 9788952238511.
90. ↑  Raychaudhuri, H. (2006). 《Political History of Ancient India: From the Accession of Parikshit to the Extinction of the Gupta Dynasty》. Cosmo Publications. 10쪽. ISBN 978-81-307-0291-9. 2019년 6월 27일에 확인함.
91. ↑  Guruge, Ananda W. P. (1995). "Emperor Aśoka and Buddhism: Unresolved Discrepancies between Buddhist Tradition & Aśokan Inscriptions". In Anuradha Seneviratna (ed.). King Aśoka and Buddhism: Historical and Literary Studies. Buddhist Publication Society. ISBN 978-955-24-0065-0.
92. ↑  Allen, Charles (2012). 《Ashoka: The Search for India's Lost Emperor》 (영어). Little, Brown Book Group. 82쪽. ISBN 9781408703885. 2018년 5월 1일에 확인함.
93. ↑  최현우 (2018). 《고대인도왕국·무굴제국(생각하는 힘 세계사컬렉션)》. 살림출판사. 34쪽. ISBN 9788952238511.
94. ↑  최현우 (2018). 《고대인도왕국·무굴제국(생각하는 힘 세계사컬렉션)》. 살림출판사. 39쪽. ISBN 9788952238511.
95. ↑  최현우 (2018). 《고대인도왕국·무굴제국(생각하는 힘 세계사컬렉션)》. 살림출판사. 40쪽. ISBN 9788952238511.
96. ↑  Edicts of Ashoka, 13th Rock Edict, translation S. Dhammika.
97. ↑  최현우 (2018). 《고대인도왕국·무굴제국(생각하는 힘 세계사컬렉션)》. 살림출판사. 36쪽. ISBN 9788952238511.
98. ↑  최현우 (2018). 《고대인도왕국·무굴제국(생각하는 힘 세계사컬렉션)》. 살림출판사. 43쪽. ISBN 9788952238511.
99. ↑  Singh 2012, 131, 143쪽.
100. 1 2  Buddha Prakash; Studies in Indian history and civilization. Shiva Lal Agarwala. 1962. pg 148-154.
101. ↑  Rama Shankar Tripathi; History Of Ancient India. Motilal Banarsidass Publishers. 1942. pg 179.
102. ↑  Vincent A. Smith; The Early History of India. Atlantic Publishers & Dist. 1999. ISBN 978-8171566181. pg 193-207.
103. 1 2  Sailendra Nath Sen; Ancient Indian History And Civilization. New Age International. 1999. ISBN 978-8122411980ISBN 978-8122411980. pg 152-154.
104. ↑  Kenneth Pletcher; The History of India. The Rosen Publishing Group. 2010. ISBN 978-1615302017. pg 70.
105. ↑  Vincent A. Smith; The Early History of India. Atlantic Publishers & Dist. 1999. ISBN 978-8171566181ISBN 978-8171566181. pg 193-207.
106. ↑  Moti Chandra (1977). 《Trade and Trade Routes in Ancient India》. Abhinav Publications. 75–쪽. ISBN 978-81-7017-055-6.
107. ↑  Natubhai Shah 2004.
108. 1 2  Cort 2010.
109. ↑  Thapar, Romila (2012). 《Aśoka and the Decline of the Mauryas》. Oxford Scholarship Online. doi:10.1093/acprof:oso/9780198077244.003.0031. ISBN 9780198077244.
110. ↑  S. Paranavithana. The Greeks and the Mauryas, 1971. https://archive.org/details/thegreeksandthemauryassenartparanavitana1971_104_N
111. ↑  Lahiri, B. (1974). Indigenous States of Northern India (Circa 200 B.C. to 320 A.D.) , Calcutta: University of Calcutta, pp.22-4
112. ↑  Lahiri, B. (1974). Indigenous States of Northern India (Circa 200 B.C. to 320 A.D.) , Calcutta: University of Calcutta, pp.24-5
113. ↑  According to the Ashokavadana
114. ↑  Sir John Marshall (1990), "A Guide to Sanchi", Eastern Book House, ISBN 81-85204-32-2, p. 38
115. ↑  E. Lamotte, History of Indian Buddhism, Institut Orientaliste, Louvain-la-Neuve 1988 (1958)
116. ↑  Romila Thapar (1960), Aśoka and the Decline of the Mauryas, Oxford University Press, p. 200
117. ↑  Kulke, Herman (2004). 《History of India》. Routledge. 79쪽. ISBN 9780415329200.
118. ↑  최현우 (2018). 《고대인도왕국·무굴제국(생각하는 힘 세계사컬렉션)》. 살림출판사. 22쪽. ISBN 9788952238511.
119. ↑  자와할랄 J. 네루 (2004). 《세계사 편력 1:아버지가 딸에게 들려 주는 세계사 이야기》. 일빛. 47쪽. ISBN 9788956450476.
120. ↑  《Indian History》 (영어). Allied Publishers. 1988. ISBN 9788184245684.
121. 1 2 3 4 5 6 7 8 9 10 11 12 13 14 15  “Judiciary System in Mauryan Empire”. 《indianetzone.com》.
122. ↑  Gabriel A, Richard (2006년 11월 30일). 《The Ancient World :Volume 1 of Soldiers' lives through history》. Greenwood Publishing Group. 28쪽. ISBN 9780313333484.
123. ↑  Kangle, R. P. (1986). 《War Elephants》 (영어). Motilal Banarsidass Publ. ISBN 978-81-208-0041-0.
124. ↑  Saul, David: War: From Ancient Egypt to Iraq p. 362
125. ↑  R. C. Majumdar 2003, 107쪽.
126. ↑  “전쟁에서 인도주의적 이상 개발에 대한 황제 아소카 마우리아의 공헌”. 《icrc.org》.
127. ↑  Dyson, Tim (2018), 《A Population History of India: From the First Modern People to the Present Day》, Oxford University Press, 19쪽, ISBN 978-0-19-882905-8 Quote: "... there seems to have been an interplay between the developing system of caste on the one hand, and the increased frequency with which 'tribal' societies were confronted on the other. In this context, castes and tribes can be seen as being broadly analogous-esepcially in that they tend to marry endogenously and maintain their own collective identities.62 Accordingly, as tribal societies were encountered by the expanding Indo-Aryan societies, so the evolving caste system provided a framework within which—invariably at a low level—tribal people could be placed. For example, by the time of the Mauryan Empire (c.320–230 bce) the caste system was quite well established and the Aranyachará (i.e. forest people) were grouped with the most despised castes [...] The evolution of Indo-Aryan society in the centuries before c.200 bce not only saw increased segregation with respect to caste, it also seems to have seen increased differentiation with respect to gender ... Therefore, by the time of the Mauryan Empire the position of women in mainstream Indo-Aryan society seems to have deteriorated. Customs such as child marriage and dowry were becoming entrenched; and a young women's purpose in life was to provide sons for the male lineage into which she married. To quote the Arthashāstra: 'wives are there for having sons'. Practices such as female infanticide and the neglect of young girls were possibly also developing at this time, especially among higher caste people. Further, due to the increasingly hierarchical nature of the society, marriage was possibly becoming an even more crucial institution for childbearing and the formalization of relationships between groups. In turn, this may have contributed to the growth of increasingly instrumental attitudes towards women and girls (who moved home at marriage). It is important to note that, in all likelihood, these developments did not affect people living in large parts of the subcontinent—such as those in the south, and tribal communities inhabiting the forested hill and plateau areas of central and eastern India. That said, these deleterious features have continued to blight Indo-Aryan speaking areas of the subcontinent until the present day."
128. ↑  Cole, Robert (2014년 4월 4일). “Review: Zero margin call”. 《Reuters》 (영어). 2023년 4월 29일에 확인함.
129. 1 2  Roger Boesche (2003). 《The First Great Political Realist: Kautilya and His Arthashastra》. Lexington Books. 67–70쪽. ISBN 978-0-7391-0607-5.
130. ↑  “그랜드 트렁크로드에서의 저녁식사”. 《roadsandkingdoms.com》.
131. ↑  Gabriel A, Richard (2006년 11월 30일). 《The Ancient World :Volume 1 of Soldiers' lives through history》. Greenwood Publishing Group. 28쪽. ISBN 9780313333484.
132. ↑  CNG Coins 보관됨 27 8월 2017 - 웨이백 머신
133. 1 2 3 4  “마우리아 왕조 미술”. 《davEncyClss.jsp》.
134. ↑  "L'age d'or de l'Inde Classique", p23
135. ↑  "L'age d'or de l'Inde Classique", p22
136. ↑  Described in Marshall p.25-28 Ashoka pillar.
137. ↑  Nath Sen 1999, 164, (215) 217쪽.
138. ↑  Smith 1981, 99쪽.
139. ↑  Dalrymple 2009.
140. ↑  Keay 1981, 85-86쪽.
141. 1 2  Bronkhorst 2020, 68쪽.
142. 1 2  Long 2020, 255쪽.
143. ↑  Bronkhorst 2011.
144. ↑  Ray, A. (2016). 《Towns and Cities of Medieval India: A Brief Survey》. Taylor & Francis. 22쪽. ISBN 978-1-351-99731-7.
145. ↑  John Cort 2010, 142쪽.
146. ↑  John Cort 2010, 199쪽.
147. ↑  Tukol, T. K. 《Jainism in South India》.  4 March 2016에 원본 문서에서 보존된 문서.
148. ↑  Jerry Bentley, Old World Encounters: Cross-Cultural Contacts in Pre-Modern Times (New York: Oxford University Press), 46
149. ↑  Beni Madhab Barua, Ishwar Nath Topa, Ashoka and his inscriptions, Volume 1, p. 171
150. 1 2 3 4 5 6  Buddhist Architecture par Huu Phuoc Le p.102
151. ↑  Romila Thapar; Aśoka and the Decline of the Maurya. Oxford University Press. 2001. ISBN 0-19-564445-X. pg 186.
152. ↑  Allen, Charles (2012). 《Ashoka: The Search for India's Lost Emperor》. London: Hachette Digital. 274쪽. ISBN 978-1-408-70388-5.
153. ↑  Rangarajan, M. (2001) India's Wildlife History, pp 7.
154. 1 2 3  Rangarajan, M. (2001) India's Wildlife History, pp 8.
155. ↑  Chakravarti, Monmohan (1906). “Animals in the inscriptions of Piyadasi”. 《Memoirs of the Asiatic Society of Bengal》 1 (17): 361–374.
156. ↑  Rangarajan, M. (2001) India's Wildlife History, p. 8.
157. 1 2 3 4  Romila Thapar (1997). “Asoka and the Decline of the Mauryas” (PDF). Delhi: Oxford University Press. 2017년 5월 17일에 원본 문서 (PDF)에서 보존된 문서. 2018년 7월 12일에 확인함.
158. 1 2  Mookerji, Radhakumud (1966). 《Chandragupta Maurya and His Times》 (영어). Motilal Banarsidass. 16–17쪽. ISBN 9788120804050.
159. ↑  “Plutarch, Alexander, chapter 1, section 1”.
160. ↑  "(Transitum deinde in Indiam fecit), quae post mortem Alexandri, ueluti ceruicibus iugo seruitutis excusso, praefectos eius occiderat. Auctor libertatis Sandrocottus fuerat, sed titulum libertatis post uictoriam in seruitutem uerterat; 14 siquidem occupato regno populum quem ab externa dominatione uindicauerat ipse seruitio premebat." Justin XV.4.12–13 보관됨 20 4월 2017 - 웨이백 머신
161. ↑  "Molienti deinde bellum aduersus praefectos Alexandri elephantus ferus infinitae magnitudinis ultro se obtulit et ueluti domita mansuetudine eum tergo excepit duxque belli et proeliator insignis fuit. Sic adquisito regno Sandrocottus ea tempestate, qua Seleucus futurae magnitudinis fundamenta iaciebat, Indiam possidebat." Justin XV.4.19 보관됨 20 4월 2017 - 웨이백 머신
162. ↑  “Appian, The Syrian Wars 11”.  3 November 2007에 원본 문서에서 보존된 문서.
163. ↑  R. C. Majumdar 2003.
164. ↑  Ancient India, (Kachroo, p.196)
165. ↑  The Imperial Gazetteer of India (Hunter, p.167)
166. ↑  The evolution of man and society (Darlington, p.223)
167. ↑  W. W. Tarn (1940). "Two Notes on Seleucid History: 1. Seleucus' 500 Elephants, 2. Tarmita", The Journal of Hellenic Studies 60, p. 84–94.
168. ↑  “Pliny the Elder, The Natural History (eds. John Bostock, H. T. Riley)”. 2013년 7월 28일에 원본 문서에서 보존된 문서.
169. ↑  Walter Eugene Clark (1919). "The Importance of Hellenism from the Point of View of Indic-Philology", Classical Philology 14 (4), pp. 297–313.
170. ↑  “Problem while searching in The Literature Collection”. 13 March 2007에 원본 문서에서 보존된 문서.
171. ↑  “The Literature Collection: The deipnosophists, or, Banquet of the learned of Athenæus (volume III): Book XIV”. 11 October 2007에 원본 문서에서 보존된 문서.
172. ↑  Reference: "India: The Ancient Past" p.113, Burjor Avari, Routledge, ISBN 0-415-35615-6
173. 1 2 3 4 5 6 7 8  Kosmin, Paul J. (2014). 《The Land of the Elephant Kings》 (영어). Harvard University Press. 57쪽. ISBN 9780674728820.
174. 1 2 3 4 5 6  Thomas Mc Evilly "The shape of ancient thought", Allworth Press, New York, 2002, p. 368.
175. ↑  Sadasivan, S. N. (2000). 《A Social History of India》 (영어). APH Publishing. ISBN 9788176481700.
176. ↑  Heinz, Carolyn Brown; Murray, Jeremy A. (2018). 《Asian Cultural Traditions: Second Edition》 (영어). Waveland Press. 166쪽. ISBN 9781478637646.
177. ↑  Bozeman, Adda BrÃ¼mmer. 《Politics and culture in international history》 (영어). Transaction Publishers. 126쪽. ISBN 9781412831321.
178. ↑  S. Dhammika, The Edicts of King Ashoka The Fourteen Rock Edicts/13
179. ↑  《Inscriptions of Asoka. New Edition by E. Hultzsch》 (산스크리트어). 1925. 46쪽.
180. ↑  Lahiri, Nayanjot (2015). 《Ashoka in Ancient India》 (영어). Harvard University Press. 25쪽. ISBN 9780674057777.
181. ↑  Lahiri, Nayanjot (2015). 《Ashoka in Ancient India》 (영어). Harvard University Press. 173쪽. ISBN 9780674057777.
182. 1 2 3  Une nouvelle inscription grecque d'Açoka [article], Schlumberger, Daniel, Comptes rendus des séances de l'Académie des Inscriptions et Belles-Lettres Année 1964 p.139
183. ↑  Kumar, Raj (2003). 《Essays on Indian Society》 (영어). Discovery Publishing House. 68쪽. ISBN 9788171417100.
184. ↑  Filliozat, Jean (1974). 《Laghu-Prabandhāḥ.》 (프랑스어). Brill Archive. 341쪽. ISBN 978-9004039148.
185. ↑  Mahavamsa chapter XII 보관됨 5 9월 2006 - 웨이백 머신
186. ↑  S. Paranavithana. The Greeks and the Mauryas, 1971. https://archive.org/details/thegreeksandthemauryassenartparanavitana1971_104_N
187. ↑  Lahiri, B. (1974). Indigenous States of Northern India (Circa 200 B.C. to 320 A.D.) , Calcutta: University of Calcutta, pp.22-4
188. ↑  《The Yuga Purana》. 번역 Mitchiner, John E. Calcutta: The Asiatic Society. 1986. 91쪽.
189. ↑  The Sungas, Kanvas, Republican Kingdoms and Monarchies, Mahameghavahanas, Dilip Kumar Chakrabarti, p.6
190. ↑  김영고 동국대 교수, 남방불교의 어제와 오늘 - 남방불교의 略史[깨진 링크(과거 내용 찾기)], 월간불광 2008년 3월호
191. ↑  Chatterjee, Suhas (1998). 《Indian Civilization and Culture》 (영어). M.D. Publications. ISBN 9788175330832.
192. ↑  Dikshitar, V. R. Ramachandra (1993). 《The Mauryan Polity》 (영어). Motilal Banarsidass. ISBN 9788120810235.
193. ↑  “KING ASHOKA: His Edicts and His Times”. 《www.cs.colostate.edu》. 2018년 10월 7일에 확인함.
194. ↑  Sastri (1984), 20쪽
195. ↑  S. Dhammika, The Edicts of King Ashoka The Fourteen Rock Edicts/13
196. ↑  Romila Thapar 2003 , p. 184.

### 참고 문헌
- Alain Daniélou (2003). 《A Brief History of India》. Simon and Schuster. ISBN 978-1-59477-794-3.
- Arthur Llewellyn Basham (1951). 《History and doctrines of the Ājīvikas: a vanished Indian religion》. foreword by L. D. Barnett 1판. London: Luzac.
- Burton Stein (1998). A History of India (1st ed.), Oxford: Wiley-Blackwell.
- Geoffrey Samuel (2010). 《The Origins of Yoga and Tantra. Indic Religions to the Thirteenth Century》. Cambridge University Press.
- H. C. Raychaudhuri (1988) [1967]. 〈India in the Age of the Nandas〉.   K. A. Nilakanta Sastri. 《Age of the Nandas and Mauryas》 Seco판. Delhi: Motilal Banarsidass. ISBN 978-81-208-0466-1.
- H. C. Raychaudhuri; B. N. Mukherjee (1996). 《Political History of Ancient India: From the Accession of Parikshit to the Extinction of the Gupta Dynasty》. Oxford University Press.
- Hermann Kulke; Dietmar Rothermund (2004). 《A History of India》 4판. London: Routledge. ISBN 0-415-15481-2.
- Irfan Habib; Vivekanand Jha (2004). 《Mauryan India》. A People's History of India. Aligarh Historians Society / Tulika Books. ISBN 978-81-85229-92-8.
- J. E. Schwartzberg (1992). A Historical Atlas of South Asia. University of Oxford Press.
- John Keay (2000). India, a History. New York: Harper Collins Publishers.
- John Cort (2010). 《Framing the Jina: Narratives of Icons and Idols in Jain History》. Oxford University Press. ISBN 978-0-19-538502-1.
- John D Grainger (2014). 《Seleukos Nikator (Routledge Revivals): Constructing a Hellenistic Kingdom》. Taylor & Francis. ISBN 978-1-317-80098-9.
- Kailash Chand Jain (1991). 《Lord Mahāvīra and His Times》. Motilal Banarsidass. ISBN 978-81-208-0805-8.
- Paul J. Kosmin (2014). 《The Land of the Elephant Kings: Space, Territory, and Ideology in Seleucid Empire》. Harvard University Press. ISBN 978-0-674-72882-0.
- R. K. Mookerji (1966). 《Chandragupta Maurya and His Times》. Motilal Banarsidass. ISBN 978-81-208-0405-0.
- R. C. Majumdar (2003) [1952]. 《Ancient India》. Motilal Banarsidass. ISBN 81-208-0436-8.
- Romila Thapar (2004) [first published by Penguin in 2002]. 《Early India: From the Origins to A.D. 1300》. University of California Press. ISBN 978-0-520-24225-8.
- S. N. Sen (1999). 《Ancient Indian History and Civilization》. New Age International. ISBN 978-81-224-1198-0.
- Upinder Singh (2008). 《A History of Ancient and Early Medieval India: From the Stone Age to the 12th Century》. Pearson. ISBN 978-81-317-1677-9.
- 최현우 (2018). 《고대인도왕국·무굴제국(생각하는 힘 세계사컬렉션)》. 살림출판사. ISBN 9788952238511.
- 자와할랄 J. 네루 (2004). 《세계사 편력 1:아버지가 딸에게 들려 주는 세계사 이야기》. 일빛. ISBN 9788956450476.
- 마이클 우드 (2018). 《BBC 인도이야기 한 권으로 읽는 인도의 모든 것》. 살림출판사. ISBN 9788952239938.
- Thapar, Romila (2013), 《The Past Before Us》, Harvard University Press, ISBN 978-0-674-72651-2

## 갤러리

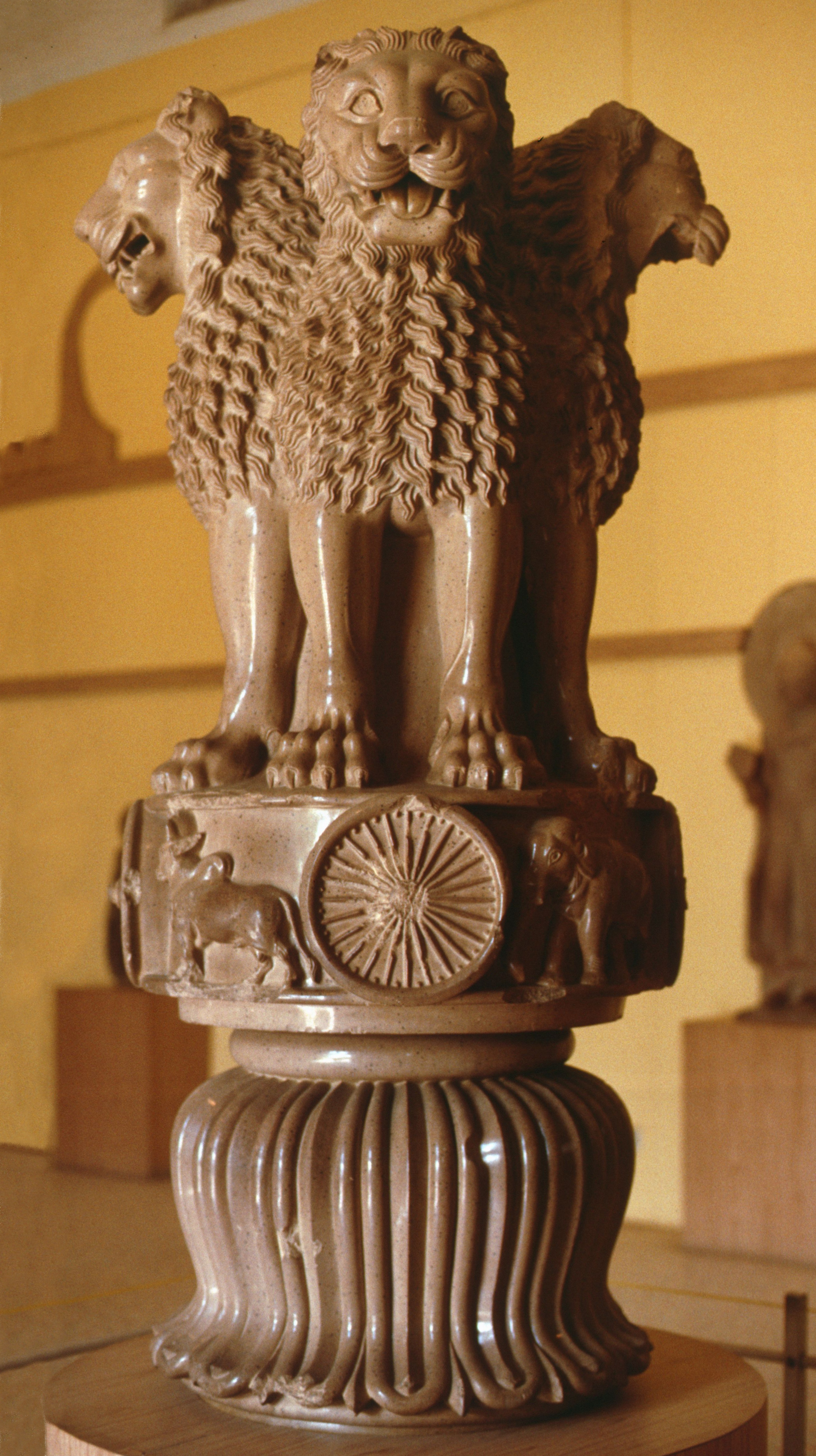
사르나트의 사자상
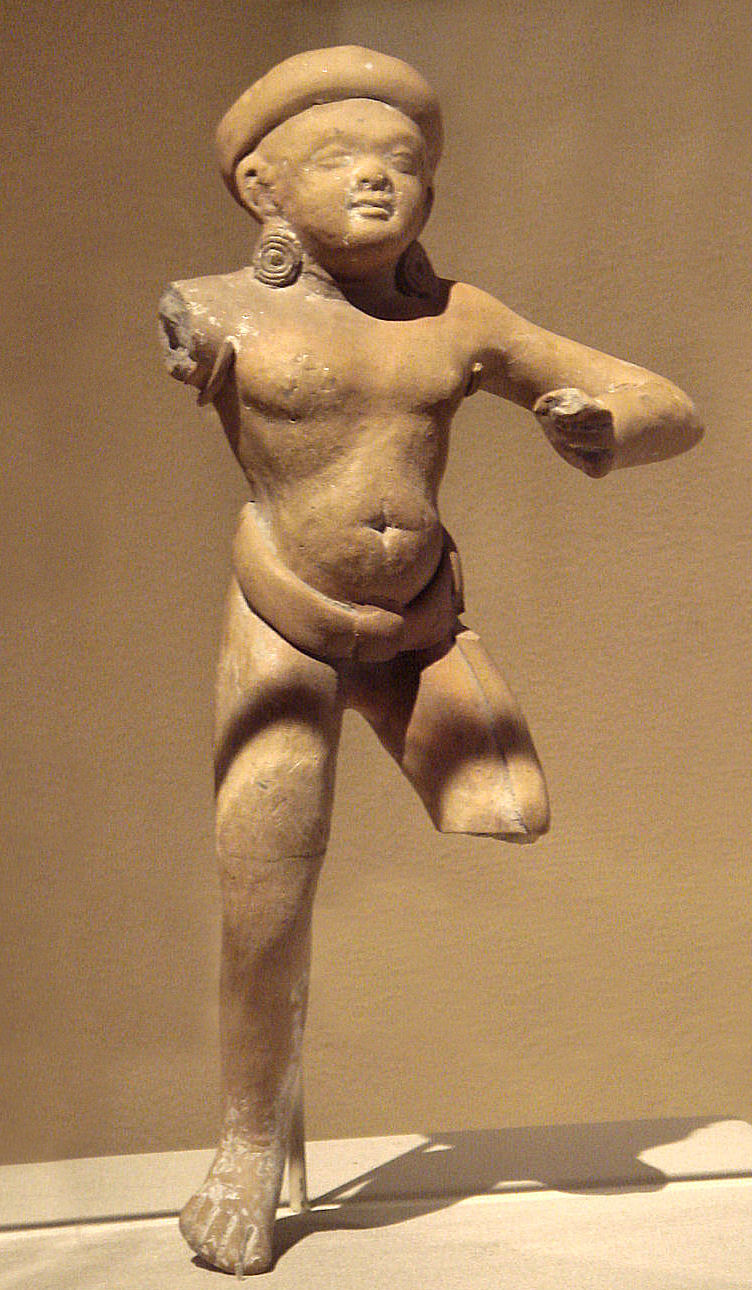
마우리아 시대 조각상
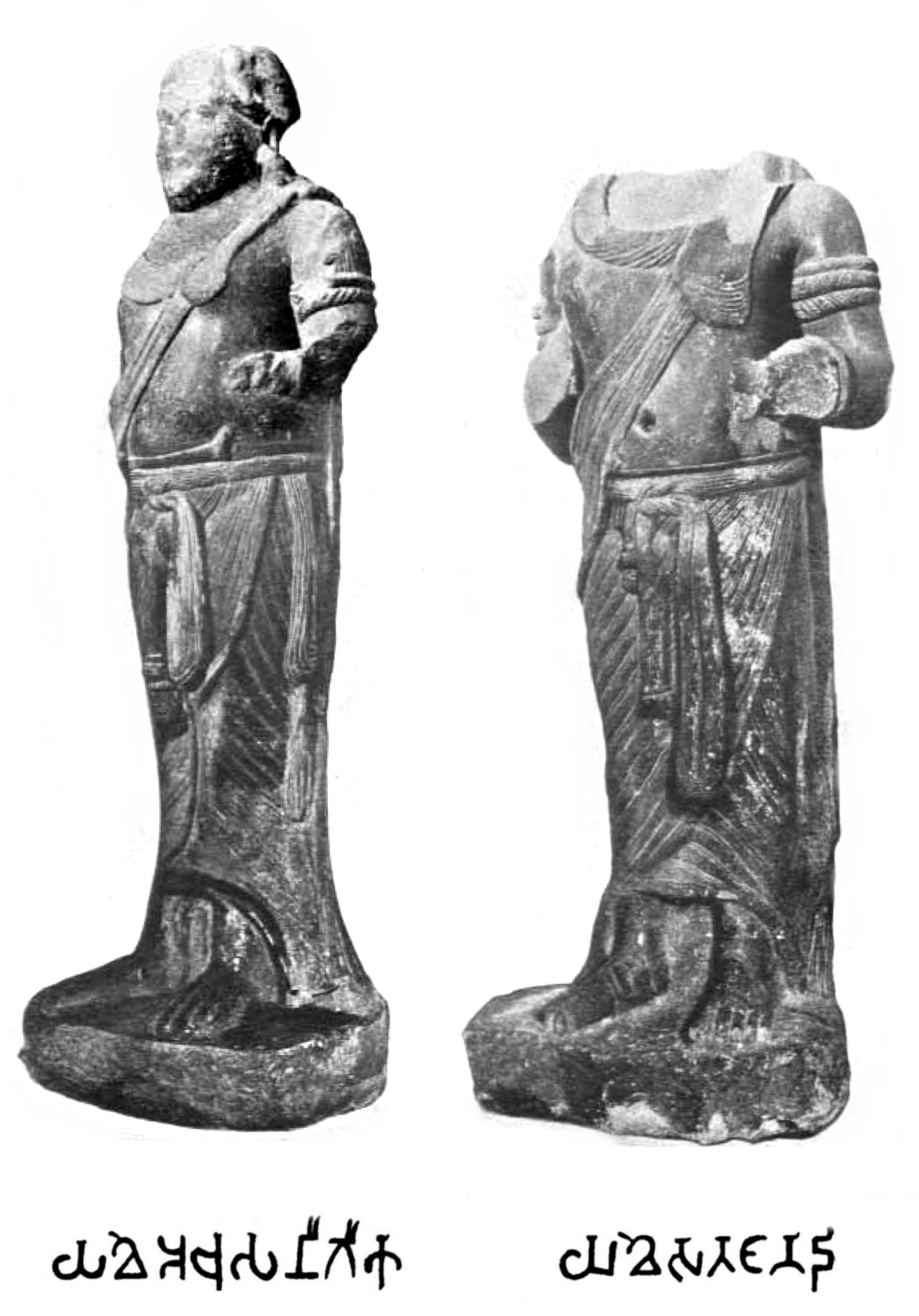
마우리아 시대의 야크샤상·야크시니 여신상